# Charles I của Anh
Charles I của Anh (19 tháng 11 năm 1600 – 30 tháng 1 năm 1649) là vua của ba vương quốc Anh, Scotland, và Ireland từ 27 tháng 3 năm 1625 đến khi bị hành quyết vào năm 1649.
Charles là vương tử thứ hai của vua James VI của Scotland, nhưng sau khi cha ông giành được ngai vàng ở Anh năm 1603, ông chuyển đến Anh và dành phần lớn thời gian còn lại của cuộc đời ở đây. Ông trở thành người thừa kế ngai vàng Anh, Ireland và Scotland sau cái chết của vương huynh, Henry Frederick, Thân vương xứ Wales, năm 1612. Khi trưởng thành, ông bị trưởng công chúa Tây Ban Nha thuộc nhà Habsburg là María Ana từ hôn sau chuyến thăm kéo dài 8 tháng đến Tây Ban Nha năm 1623. Hai năm sau, ông kết hôn với công chúa nhà Bourbon là Henriette Marie của Pháp.
Sau khi kế vị, Charles tranh chấp với Nghị viện, trong nỗ lực của ông nhằm củng cố đặc quyền hoàng gia. Charles tin tưởng vào quyền lực thiêng liêng của các vị vua và cho rằng ông có thể cai quản đất nước theo ý muốn của mình. Nhiều chính sách của ông bị quần chúng phản đối, đặc biệt là việc tăng thuế mà không thông qua sự đồng ý của Quốc hội, khiến ông bị mang tiếng là một quân vương chuyên chế, một bạo chúa. Chính sách tôn giáo của ông, cùng với cuộc hôn nhân với một người Công giáo, đã gây ra sự bất bình và ác cảm của những nhóm cải cách tôn giáo như Thanh giáo và thần học Calvin, những người cho rằng ông nghiêng về phía Công giáo. Ông ủng hộ những giáo sĩ Giáo hội Cấp cao như Richard Montagu và William Laud, và thất bại trong việc giúp các thế lực Kháng Cách giành thắng lợi cuối cùng trong Chiến tranh Ba mươi năm. Ông cố rắng buộc Giáo hội Scotland làm theo mô hình tôn giáo của Anh dẫn đến Chiến tranh giữa các giám mục, tăng thêm vị thế cho Nghị viện Anh và Scotland đồng thời khiến vị thế của ông tuột dốc không phanh.
Từ 1642, Charles chiến đấu với quân đội Nghị viện trong Nội chiến Anh. Sau thất bại năm 1645, ông đầu hàng lực lượng Scotland và bị rơi vào tay Nghị viện. Charles từ chối công nhận yêu sách của những kẻ bắt được mình khi bác bỏ ý tưởng về nền quân chủ lập hiến, và trốn thoát khởi nơi giam cầm vào tháng 11, 1647. Lại bị cầm tù một lần nữa tại Đảo Wight, Charles cố gắng liên minh với người Scotland, nhưng cuối năm 1648 Oliver Cromwell cùng quân đội kiểu mới của ông ta đã nắm được quyền kiểm soát Anh quốc. Charles bị đưa ra xét xử, bị kết án tử hình vì tội phản quốc vào ngày 30 tháng 1 năm 1649. Vương quyền bị xóa bỏ, nền cộng hòa được thành lập, sử gọi là Thịnh vượng chung Anh. Chế độ quân chủ được trung hưng bởi con trai của ông, Charles II, năm 1660.

## Cuộc sống thuở ban đầu

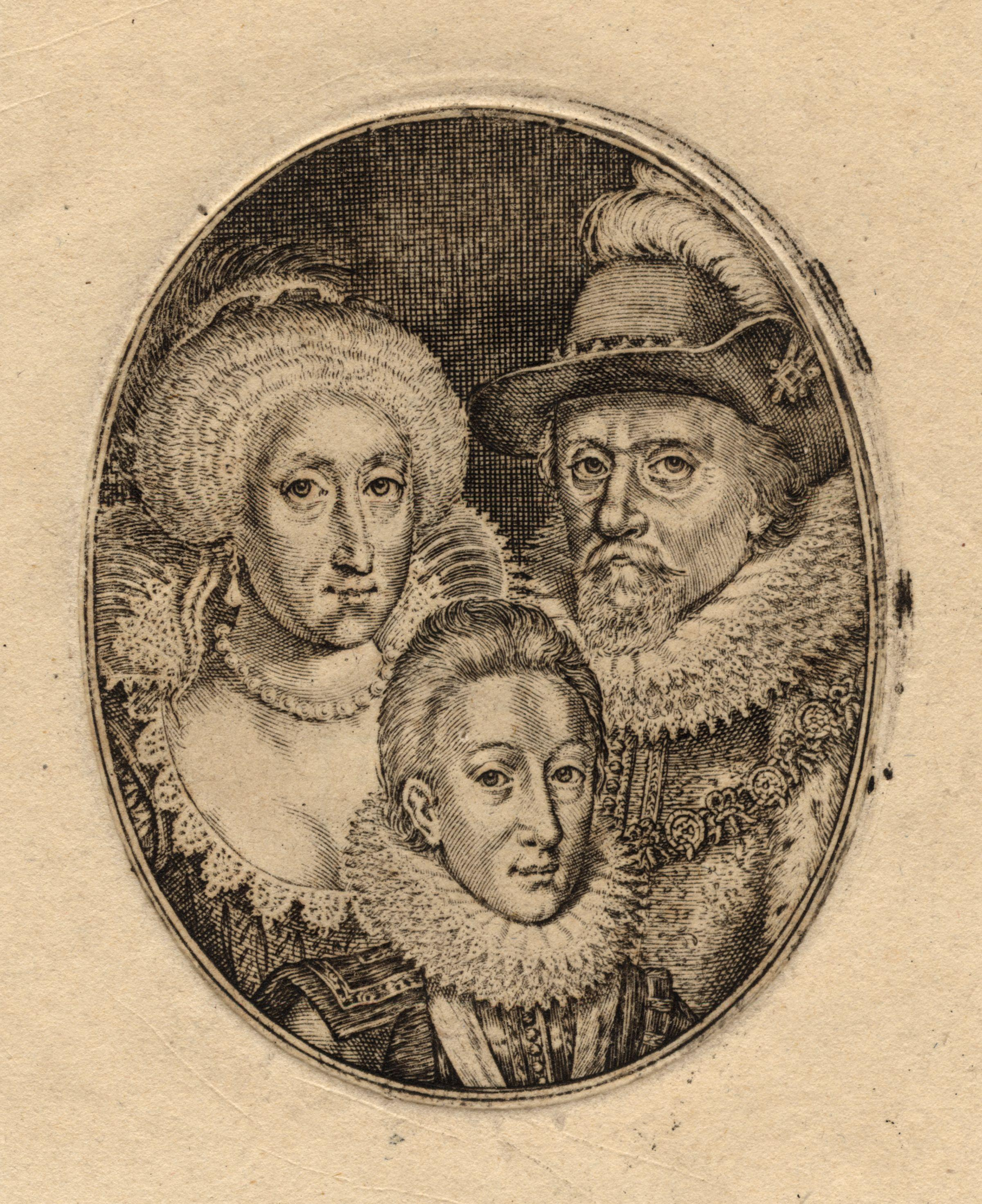
Tranh khắc của Simon de Passe về Charles cùng song thân, Vua James và Vương hậu Anne, c. 1612

Là con trai thứ hai của vua James VI của Scotland và Anna của Đan Mạch, Charles chào đời ở Cung điện Dunfermline, Fife, ngày 19 tháng 11 năm 1600. Trong một buổi lễ theo nghi thức Kháng Cách tại Nhà nguyện hoàng gia thuộc Cung điện Holyrood, Edinburgh ngày 23 tháng 12 năm 1600, ông được rửa tội bởi David Lindsay, Giám mục xứ Ross, và được tấn phong Công tước xứ Albany, danh hiệu truyền thống được dành cho con trai thứ hai của nhà vua Scotland, cùng với các tước vị phụ như Hầu tước Ormond, Bá tước xứ Ross và Lãnh chúa Ardmannoch.
James VI là cháu họ của Nữ vương Elizabeth I của Anh, và khi nữ vương chết không con cái vào tháng 3 năm 1603, ông ta trở thành Vua của Anh cùng vương hiệu James I. Charles là một đứa trẻ rất ốm yếu, và trong khi cha mẹ ông rời quê hương đến Anh vào tháng 4 và đầu tháng 6 năm đó, thì vì sức khỏe không cho phép, ông vẫn ở Scotland cùng người bạn thân của phụ thân là Lãnh chúa Fyvie, người được tấn phong làm giám hộ của ông.
Năm 1604, khi được 3 tuổi rưỡi, Charles có thể đi một vòng lớn quanh hội trường lớn ở Cung điện Dunfermline mà không cần người trợ giúp, cho nên ông được cho là đã có thể chịu được chuyến đi dài tới Anh quốc đoàn tụ với song thân. Giữa tháng 7 năm 1604, Charles rời Dunfermline đi đến Anh, nơi ông sống hết quãng đời còn lại. Ở Anh, Charles ông được chăm sóc bởi Elizabeth, Lady Carey, vợ của bá tước Sir Robert Carey, người giúp ông cải thiện tình trạng sức khỏe vốn rất yếu ớt. Ông chậm biết nói, và về sau nói ngập ngừng và nói ngọng, trong suốt quãng đời của mình.
Tháng 1 năm 1605, Charles được tấn phong Công tước xứ York, danh hiệu truyền thống thường dành cho con trai thứ hai của nhà vua, và danh dự Hiệp sĩ xứ Bath. Thomas Murray, một người Scots theo Giáo hội Trưởng lão, được cử làm gia sư của ông. Charles học những môn học cổ điển, truyền thống thời bấy giờ như ngoại ngữ, toán và tôn giáo. Năm 1611, ông được tấn phong Hiệp sĩ Garter.

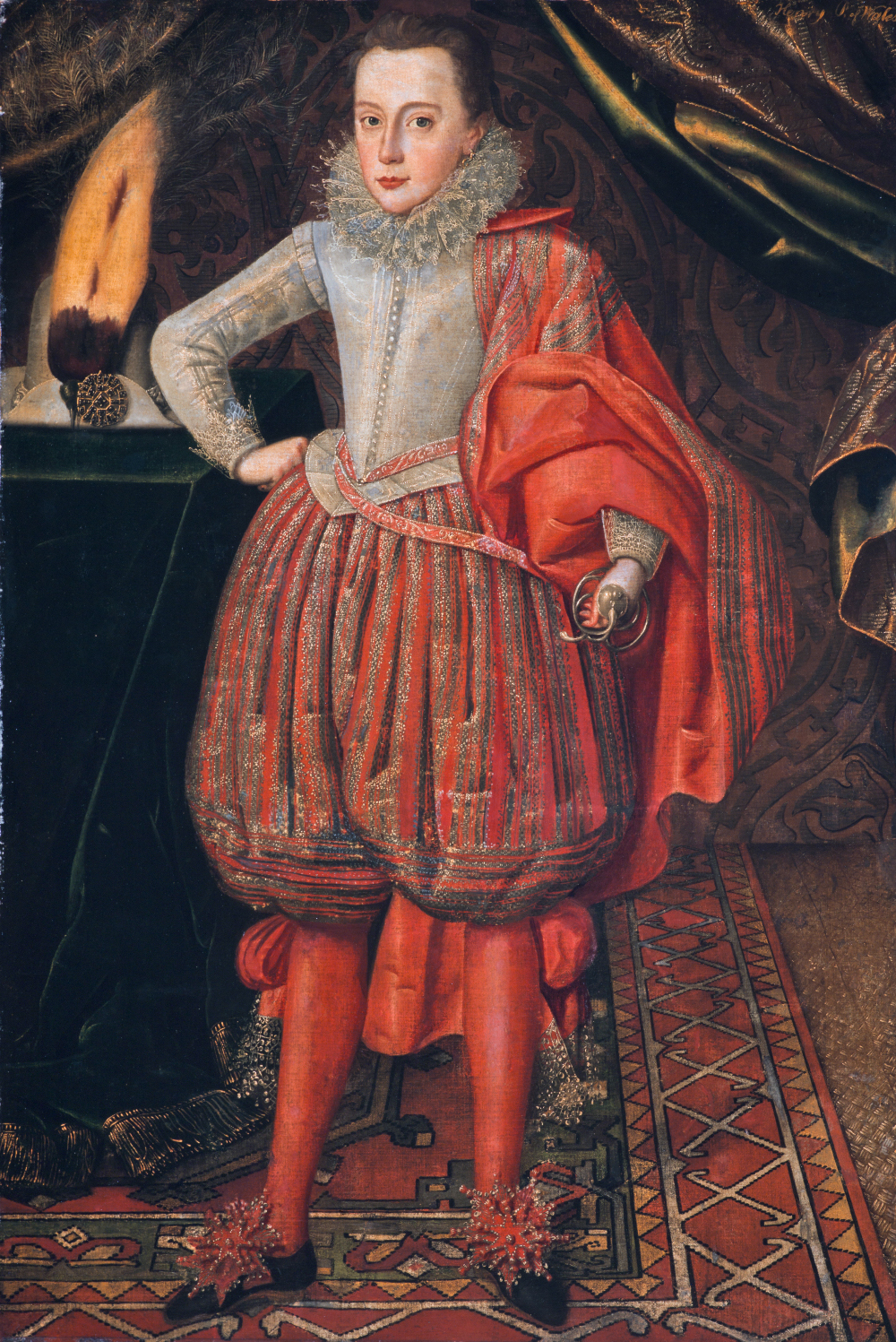
Chân dung vẽ bởi Robert Peake, c. 1610

Cuối cùng, Charles dường như đã chiến thắng được bệnh tật, có thể tình trạng yếu ớt của ông là do bệnh còi xương. Ông trở thành một kĩ sĩ thành thục và một tay thiện xạ, có thể nhảy qua được hàng rào. Tuy nhiên, hồ sơ công khai của ông vẫn ghi rằng ông vẫn chậm lớn và yếu ớt, trái ngược với hoàng huynh khỏe mạnh và to lớn, Henry Frederick, Thân vương xứ Wales, người Charles kính mến và cố gắng cạnh tranh. Tuy nhiên, đầu tháng 11 năm 1612, Henry qua đời khi mới 18 tuổi do thương hàn (hoặc có thể là bệnh porphyria). Charles, chỉ còn 2 tuần nữa sẽ bước sang tuổi 12, trở thành thái tử nước Anh. Là con trai lớn nhất còn sống sót của quốc vương, Charles được phong một số danh hiệu (bao gồm Công tước Cornwall và Công tước Rothesay). Bốn năm sau, tháng 11 năm 1616, ông được tấn phong Thân vương xứ Wales và Bá tước Chester.

## Thân vương xứ Wales
Năm 1613, vương tỉ của ông là Elizabeth kết hôn với Frederick V, Tuyển hầu tước Palatine, và dời đến Heidelberg. Năm 1617, thành viên hoàng gia Habsburg Đại Công tước Ferdinand của Áo, một người công giáo, được chọn làm Vua của Bohemia. Năm sau, người Bohemia nổi dậy, tuyên bố ủng hộ đức tin Kháng Cách, chống lại vị vua Công giáo của mình. Tháng 8 năm 1619, Nghị viện Bohemia quyết định chọn Frederick V, lãnh đạo của Liên minh Kháng Cách, làm quốc vương, trong khi Ferdinand được bầu làm Hoàng đế La Mã Thần Thánh trong cuộc bầu cử hoàng đế. Frederick chấp nhận lên ngôi vua Bohemia, hớt tay trên của hoàng đế, là nguyên nhân dẫn đến sự bùng nổ của một cuộc chiến mà về sau phát triển thành Chiến tranh Ba mươi năm. Cuộc xung đột, ban đầu chỉ gói gọn trong lãnh thổ Bohemia, sau đó lan rộng ra khắp châu Âu, khi Nghị viện Anh và công chúng đang muốn đứng yên xem cuộc xung đột giữa phe Công giáo và Kháng Cách trên lục địa. Năm 1620, anh rể của Charles, Frederick V, bị đánh bại ở Trận White Mountain gần Prague và lãnh địa ông được thừa kế thuộc Tuyển hầu quốc Palatinate bị tấn công bởi quân nhà Habsburg từ Hà Lan thuộc Tây Ban Nha. Tuy nhiên, James, khi đó muốn tìm kiếm hòa bình bằng cuộc hôn nhân giữa Thân vương xứ Wales với cháu gái của Ferdinand, công chúa dòng họ Habsburg là [[María Ana của Tây Ban Nha], và bắt đầu đàm phán với Tây Ban Nha trong một nỗ lực ngoại giao nhằm chấm dứt cuộc chiến giữa hai nước và tìm kiếm hòa bình ở châu Âu.
Không may cho James, cuộc thỏa thuận với người Tây Ban Nha không được quần chúng ủng hộ, kể cả người dân lẫn triều đình của James. Nghị viện Anh vốn chủ động muốn gây chiến với Tây Ban Nha và phe Công giáo, khi được triệu tập bởi James năm 1621, các thành viên hi vọng ép được nhà vua ký vào một đạo luật tuyên chiến, chống lại hải quân Tây Ban Nha, và một cuộc hôn nhân của Thân vương xứ Wales với một người Kháng Cách. Đại Chưởng ấn trong triều, Francis Bacon, đã bị Thượng viện kết tội tham nhũng.Việc luận tội như thế này (không cần thông qua nhà vua) bắt đầu từ năm 1459 theo Chỉ dụ attainder. Vụ việc như thế chính là tiền lệ, tiếp tục được sử dụng để xét xử và luận tội chống lại Charles và những người ủng hộ: Công tước Buckingham, Đại Giám mục Laud, và Bá tước Strafford. James nhấn mạnh rằng Viện Thứ dân chỉ cần chú ý đến các vấn đề đối nội, trong khi các thành viên phản đối, cho rằng họ có quyền tự do ngôn luận trước Hạ viện, muốn gây chiến với Tây Ban Nha và đòi Công nương xứ Wales phải là người Kháng Cách. Charles, cũng như phụ thân, coi cuộc bàn tán về hôn nhân của mình trong Hạ viện là một việc làm xấc láo và xâm phạm vào uy quyền của hoàng gia Tháng 1 năm 1622, James giải tán Nghị viện, do tức giận với cái ông gọi là sự vô liêm sỉ và không biết khoan nhượng của các thành viên trong Nghị viện.

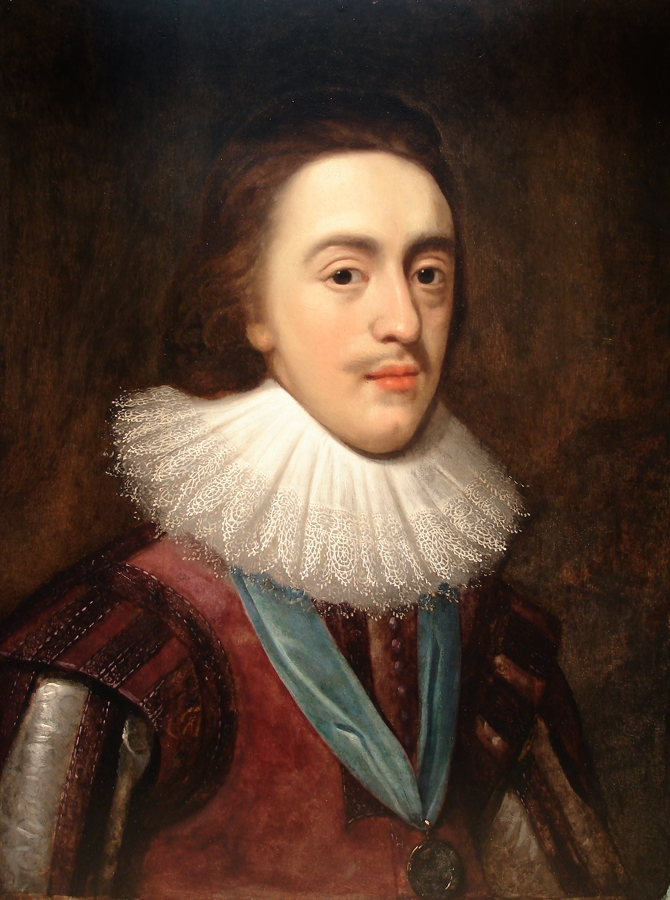
Chân dung của Charles khi còn là Thân vương xứ Wales, bởi Daniel Mytens, c. 1623

Charles và Công tước Buckingham, sủng thần của James và cũng là một người có ảnh hưởng rất lớn đối với thái tử, đã bí mật đến Tây Ban Nha vào tháng 2 năm 1623 nhằm tiều kiếm một thỏa thuận hòa hoãn giữa hai nước sau cuộc chiến lâu năm. Tuy nhiên cuối cùng, chuyến đi trở thành một thất bại đáng xấu hổ. Trưởng Công chúa nghĩ rằng Charles là một người không sùng đạo, và điều kiện thách cưới đầu tiên của phía Tây Ban Nha là ông phải đổi sang Công giáo. Người Tây Ban Nha muốn có sự khoan dung tôn giáo được thực hiện ở Anh và bãi bỏ những đạo luật hình sự, những đòi hỏi mà Charles biết rằng Nghị viện sẽ không bao giờ chấp thuận, và một điều kiện khác: Trưởng Công chúa sẽ ở lại Tây Ban Nha một năm sau khi hôn lễ diễn ra để đảm bảo rằng phía Anh sẽ tuân thủ toàn bộ Hiệp ước. Một cuộc tranh cãi nổ ra giữa Buckingham và Bá tước Olivares, tể tướng Tây Ban Nha, và Charles đã cố gắng hòa giải nhưng vô ích. Khi Charles trở về London vào tháng 10, mà không có một cô dâu nào đi cùng, công chúng cảm thấy hân hoan, ông và Buckingham miễn cưỡng thuyết phục James tiếp tục chiến tranh với Tây Ban Nha.
Với sự khuyến khích của các cố vấn Tin Lành, James triệu tập Nghị viện Anh vào năm 1624 và tuyên bố một cuộc chiến tranh. Charles và Buckingham đứng ra tố cáo Tổng Thủ quỹ, Lionel Cranfield, Bá tước thứ nhất của Middlesex, người phản đối chiến tranh với lý do ngân sách bị suy giảm nghiêm trọng vì cuộc chiến, quan điểm này tương đồng với Bacon. James nói với Buckingham rằng ông ta là một kẻ ngốc, và cảnh báo thái tử rằng ông sẽ sớm phải hối tiếc vì đã ngầm trao cho Nghị viện một công cụ quyền lực, đó là luận tội. Một đội quân dưới quyền Ernst von Mansfeld được lập ra nhằm chiếm lại Palatinate, nhưng chi phí trang trải cho đội quân thấp đến nỗi nó không thể tiến vào vùng bờ biển Hà Lan.
Cuối năm 1624, James lâm bệnh, sau những nỗ lực miệt mài và khó khăn nhằm kiểm soát Quốc hội. Khi ông ta qua đời vào tháng 3 năm 1625, Charles và Công tước Buckingham đã kiểm soát vương quốc trên thực tế.
Bản mẫu:House of Stuart

## Làm vua thời kì đầu
Với thất bại trước Tây Ban Nha, Charles và Buckingham chuyển sự chú ý sang Pháp. Ngày 1 tháng 5 năm 1625 Charles kết hôn kết hôn thông qua đại diện với Công chúa 15 tuổi của Pháp quốc Henrietta Maria trước cổng Nhà thờ Đức Bà Paris. Charles đã gặp Henrietta Maria lần đầu ở Paris khi đang trên đường đến Tây Ban Nha. Hai người chính thức kết hôn ngày 13 tháng 6 năm 1625 ở Canterbury. Charles hoãn việc khai mạc Quốc hội cho đến sau đám cưới chính thức để ngăn chặn mọi sự phản đối. Nhiều thành viên của Hạ viện phản đối hôn nhân của nhà vua với một người Công giáo, họ lo rằng Charles sẽ ngăn cản những người Kháng Cách và ngăn cản tiến trình cải cách của Giáo hội Anh. Mặc dù ông phát biểu trước Nghị viện rằng ông không có ý nới lỏng hạn chế tôn giáo, nhưng ông đã cam kết về điều đó trong cuộc đàm phán hôn nhân bí mật với vua Louis XIII của Pháp. Hơn nữa, một hiệp ước theo đó lực lượng Pháp sẽ kết hợp với hải quân Anh đàn áp những người Huguenots ở La Rochelle. Charles tiến hành lễ gia miện ngày 2 tháng 2 năm 1626 tại Tu viện Westminster, nhưng không có vợ ông bên cạnh vì bà từ chối tham gia buổi lễ tổ chức theo nghi thức Kháng Cách.
Sự bất mãn đối với chính sách tôn giáo của Charles gia tăng khi ông chấp thuận một cuộc tranh cãi của một giáo sĩ phản đối thần học Calvin, Richard Montagu, người không được lòng người theo phong trào Thanh giáo. Trong cuốn sách nhỏ A New Gag for an Old Goose (1624), Montagu lập luận chống lại Thần học Calvin nguyên thủy, học thuyết chủ nghĩa rằng sự cứu rỗi và sự nguyền rủa được định trước bởi Chúa. Những người chống Calvin-được gọi là Arminians – tin rằng con người có thể quyết định số phận của mình thông qua việc thực hiện những nguyện vọng của họ. Những người Arminian nằm trong thiểu số những người ủng hộ hôn nhân của Charles với công chúa Tây Ban Nha. Với sự ủng hộ của vua James, Montagu đã từng xuất bản một cuốn sách nhỏ, đầu đề là Appello Caesarem, năm 1625 không lâu trước cái chết của nhà vua, và Charles lên kế vị. Để bảo vệ Montagu khỏi sự chống đối của phe Thanh giáo trong Nghị viện, Charles phong một mục sư trong triều đình của ông, gia tăng sự nghi ngờ của người Thanh giáo rằng Charles ủng hộ những người Arminian với mục đích khôi phục lại Công giáo trên đất Anh.
Thay vì tham gia một cuộc chiến tranh trực tiếp trên lục địa châu Âu, nghị viện Anh tổ chức một cuộc tấn công ít tốn kém hơn vào các thuộc địa của Tây Ban Nha ở Tân Thế giới, với hi vọng sẽ tóm được Đội tàu chở kho báu của Tây Ban Nha. Nghị viện đã quyết định chi £140,000, một số tiền không đủ cho mưu đồ chiến tranh của Charles. Hơn thế nữa, Hạ viện lại giới hạn lại thu nhập của hoàng gia từ phí trọng tải và hoa hồng (hai loại thuế hải quan) trong thời hạn một năm, mặc dù những vị trước đó từ Henry VI của Anh đều có đầy đủ quyền hành trong vấn đề thu thuế này. Theo đó, Nghị viện có thể trì hoãn việc phê duyệt mức thuế cho đến khi họ xem xét toàn diện các nguồn thu từ hải quan. Dự luật này không được thông qua tại Thượng viện trong lần biểu quyết đầu tiên. Mặc dù không có một đạo luận cho phép thu phí trọng tải và hoa hồng, Charles tiếp tục cho thu thuế.

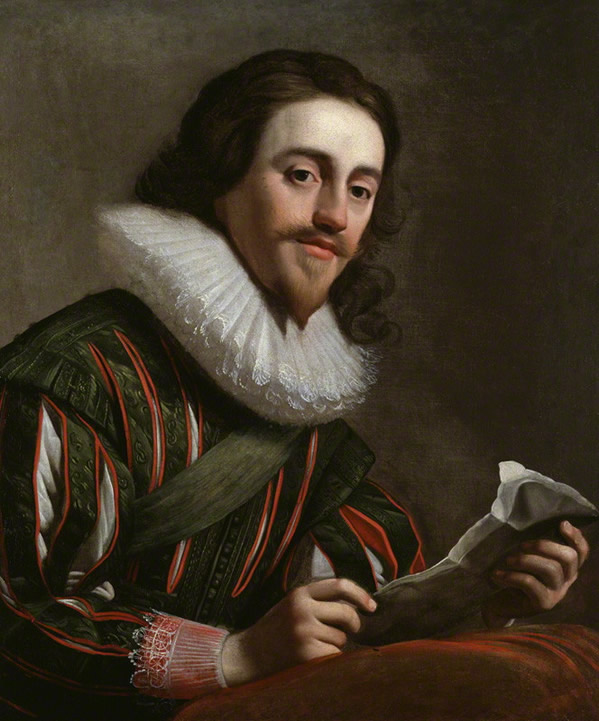
Chân dung vẽ bởi Gerrit van Honthorst, 1628

Một kế hoạch không đủ kinh phí nhằm thực hiện chuyến thám hiểm hải quân chống lại Tây Ban Nha dưới sự lãnh đạo Buckingham trở thành một thất bại tồi tệ, và Hạ viện bắt đầu chuẩn bị bằng chứng luận tội Công tước. Tháng 5 năm 1626, Charles tấn phong Buckingham làm Hiệu trưởng của Đại học Cambridge trong một chương trình hỗ trợ, và hai thành viên trong Hạ viện phát biển chống lại Buckingham – Dudley Digges và Sir John Eliot – bị bắt giữ trước cửa Hạ viện. Hạ viện bị xúc phạm khi hai thành viên của họ bị tống giam, và sau khoảng 1 tuần bị giam giữ, cả hai được phóng thích. Ngày 12 tháng 6 năm 1626, Hạ viện tung ra một bản tố cáo trực tiếp vào Buckingham, nội dung là,
"Chúng thần phản đối trước mặt Thánh thượng và cả thế giới rằng cái con người tuyệt vời kia không nên được để cho can thiệp vào những vấn đề đại sự của quốc gia, chúng thần đã không còn hi vọng vào bất kì thành công mĩ mãn nào; và thật sợ hãi khi tiền bạc, chúng thần sẽ hoặc là có thể cung cấp, sẽ bị ông ta sử dụng sai chỗ, và trở lại hây tổn thương và ảnh hưởng xấu đến vương quốc của thánh thượng và mặt khác, bởi những kinh nghiệm đáng tiếc, chúng thần thấy rằng những nguồn ngân sách trước đây hoặc gần đây đã bị xuất ra gần hết." Mặc cho sự phản đối của Nghị viện, Charles từ chối bỏ rơi bạn thân của ông, thay vào đó ông giải tán Nghị viện.
Trong khi đó, những cuộc cãi vã giữa Charles và Henrietta Maria rất gay gắt trong những năm đầu hôn nhân. Tranh chấp về tài sản để lại cho vợ, các cuộc hẹn của hoàng hậu với gia đình bà, và nỗ lực chứng tỏ sự sùng đạo của hoàng hậu lên đến đỉnh điểm khi nhà vua trục xuất những người hầu cận đến từ Pháp của hoàng hậu vào tháng 8 năm 1626. Mặc dù Charles đã đồng ý trợ giúp cho người Pháp và sẽ cho một vài hạm đội Anh đến giúp Pháp như một điều kiện thách cưới, năm 1627, ông mở một cuộc tấn công vào bờ biển nước Pháp để bảo vệ những người Huguenots ở La Rochelle. Cuộc tấn công, lãnh đạo bởi Buckingham, đã không thành công. Thất bại của Buckingham trong việc bảo vệ những người Huguenots – và sự rút lui của ông về Saint-Martin-de-Ré – khiến vua Louis XIII có cớ mở Chiến dịch La Rochelle và tăng thêm sự bất bình của Nghị viện Anh và dân chúng đối với vị Công tước.
Charles lại gây ra một bất ổn khi cố gắng kiếm tiền cho cuộc chiến tranh bằng cách "khoản vay bắt buộc": một loại thuế được thu mà không cần quốc hội thông qua. Tháng 11 năm 1627, các sự kiện thử nghiệm trong King's Bench, được gọi là "Vụ kiện năm hiệp sĩ", cho thấy rằng nhà vua có quyền tống giam không qua xét xử đối với những người từ chối thuế mới. Quốc hội được triệu tập vào tháng 3 năm 1628, ngày 26 tháng 5 Nghị viện thông qua Kiến nghị quyền lực, kêu gọi nhà vua thừa nhận rằng ông không thể đánh thuế nếu Quốc hội không đồng ý, không áp đặt quân luật đối với dân thường, không bỏ tù không qua xét xử, và không đóng quân trước cửa Quốc hội. Charles ưng thuận kiến nghị này ngày 7 tháng 6, nhưng đến cuối tháng ông tạm ngưng hoạt động của Nghị viện và tiếp tục khẳng định quyền thu thuế hải quan của ông mà không có sự đồng ý của Nghị viện.
Ngày 23 tháng 8 năm 1628, Buckingham bị ám sát. Charles vô cùng đau khổ. Theo như Edward Hyde, Bá tước thứ nhất của Clarendon, thì "Thánh thượng nằm vật ra giường, than vãn với cảm xúc mạnh và khóc hết nước mắt". Ông đau buồn đến nỗi không rời khỏi phòng trong hai ngày. Trái lại, công chúng rất phấn khởi trước cái chết của Buckingham, người họ cho là cái hố ngăn cách triều đình và nhân dân, giữa Nhà vua với Hạ viện. Mặc dù cái chết của Buckingham chính thức chấm dứt cuộc chiến tranh với Tây Ban Nha; và chấm dứt sự lãnh đạo kém hiệu quả của ông ta, nhưng nó không chấm dứt mâu thuẫn giữa Charles với Nghị viện. Tuy nhiên, sự kiện này trùng hợp với việc nhà vua và vợ ông đã cải thiện mối quan hệ với nhau, vào tháng 11 năm 1628, những tranh cãi giữa họ đã chấm dứt. Có lẽ tình yêu của Charles dành cho Buckingham đã chuyển sang cho Henrietta Maria. Bà mang thai lần đầu tiên, và quan hệ vợ chồng trở nên tốt đẹp hơn. Họ đã cùng nhau có một cuộc sống gia đình hạnh phúc, và triều đình của họ trở thành khuôn mẫu cho nghi thức và đạo đức.

## Tự cai trị

### Ngừng hoạt động của Quốc hội

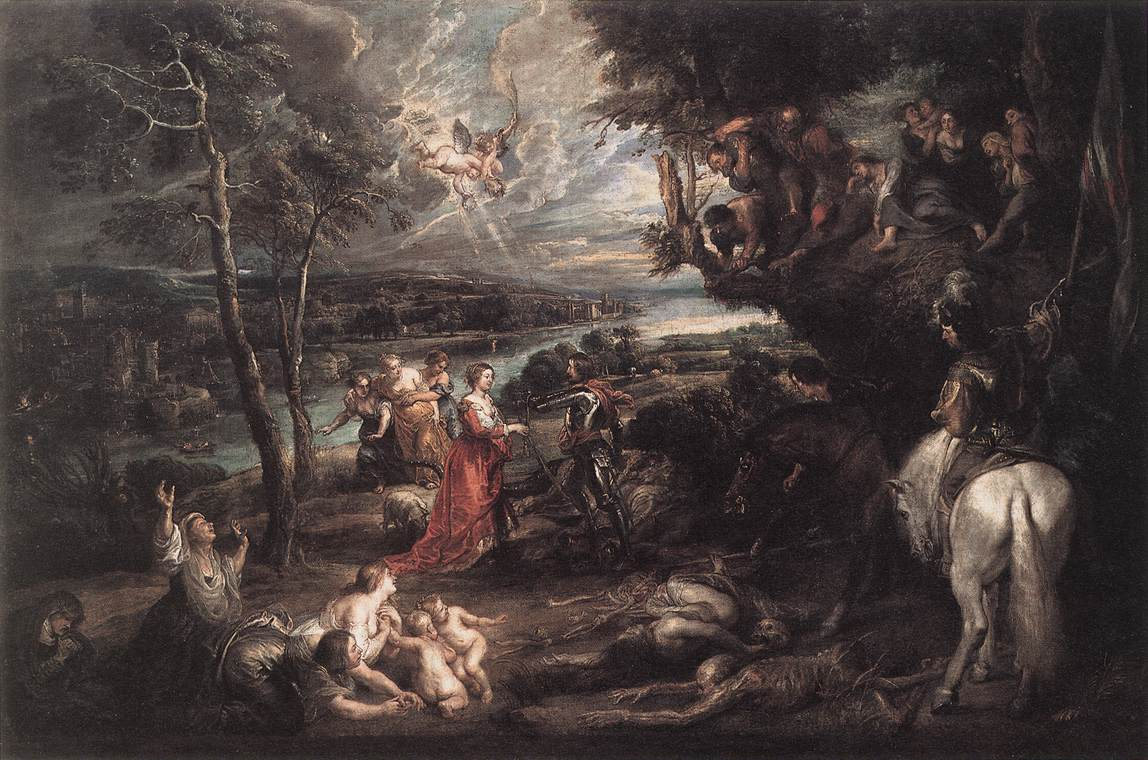
Charles depicted as a victorious and chivalrous Saint George in an English landscape by Rubens, 1629–30.

Tháng 1 năm 1629, Charles triệu tập Nghị viện lần thứ hai, vốn đã bị giải tán vào tháng 6 năm 1628, và đọc bản tuyên cáo với lời lẽ ôn hòa về vấn đề tiền trọng tải và hoa hồng. Các thành viên của Hạ viện bắt đầu công khai lên tiếng phản đối các chính sách của Charles như trường hợp của John Rolle, một thành viên của Nghị viện, người đã bị tịch thu tất cả hàng hóa vì không chịu nộp tiền thuế. Nhiều nghị sĩ cho rằng việc áp dụng biểu thuế trong thời điểm đất nước không có chiến tranh là sự vi phạm Kiến nghị quyền lực. Khi Charles ra chỉ dụ hoãn hoạt động của quốc hội vào ngày 2 tháng 3, Chủ tịch Hạ viện, Sir John Finch, ngồi xuống ghế của ông ta để kết thúc buổi họp đã từng bị trì hoãn đủ lâu với các nghị quyết chống lại Công giáo, trọng tải và tiền hoa hồng được thông qua. Bản nghị quyết này nhận được sự hoan nghênh từ các chính trị gia. Sự khiêu khích đối với Charles lên cao, ông giải thể Quốc hội và bắt giam 9 thành viên lãnh đạo Nghị viện, bao gồm Sir John Eliot, người sau đó nhận được vinh dự là hi sinh vì đạo, và khiến một cuộc biểu tình nổ ra.
Không lâu sau khi giải tán Quốc hội, khi không có sự phê duyệt của Nghị viện cho một cuộc chiến tranh ở châu Âu, và sự ảnh hưởng của Buckingham, Charles ký hòa ước với Pháp và Tây Ban Nha. Trong 11 năm tiếp theo, Charles cai trị Anh quốc không thông qua Nghị viện, thời kì này được gọi là thời kì tự nắm quyền hay "mười một năm chuyên chế". Việc cai trị không cần có quốc hội ở Anh không phải mới có từ thời Charles, mà đã có tiền lệ vào thời những người tiền nhiệm. Tuy nhiên chỉ có Quốc hội, có thể tăng thuế một cách hợp pháp, và nỗ lực của Charles khi tìm cách tăng ngân quỹ của ông bị thu hẹp bởi đặc quyền bị giới hạn của ông.

### Tài chính

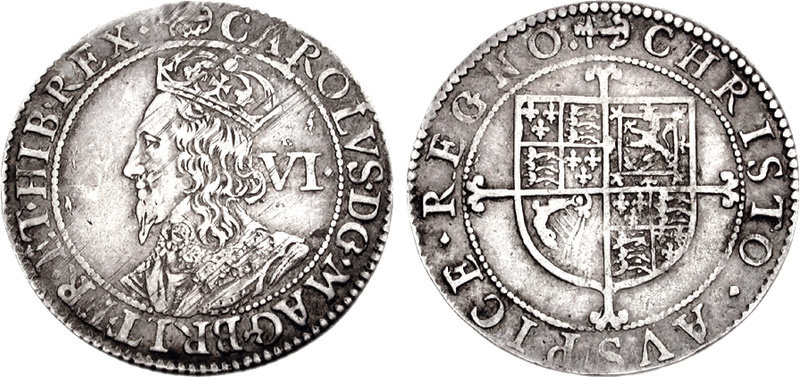
Sixpence of Charles I

Vấn đề thâm hụt ngân sách đã khởi nguồn từ thời Elizabeth I và James I. Mặc cho các cuộc chiến dịch của Buckingham chống lại cả Tây Ban Nha và Pháp, Charles không có đủ khả năng tài chính để tiến hành chiến tranh với các nước khác. Trong suốt thời gian cai trị, Charles phải dựa dẫm chủ yếu vào những lực lượng tình nguyện để trang trải quốc phòng và những nỗ lực ngoại giao để ủng hộ hoàng tỉ, Elizabeth, với mục đích khôi phục lại Palatinate. Anh quốc vẫn là nước đánh thuế ít nhất ở châu Âu, không có khoản thu đặc biệt chính thức nào và không có một loại thuế nào được thu định kì. Để có tiền mà không phải triệu tập lại Nghị viện, Charles khôi phục lại đạo luật đã chìm vào quên lãng từ lâu gọi là "Tịch biên Hiệp sĩ", vốn bị hoãn trong hơn một thế kỉ, theo đó bất kì người nào kiếm được nhiều hơn £40 từ lãnh địa mỗi năm phải trình diện nhà vua tại lễ đăng quang của ông và được phong Hiệp sĩ Dựa theo luật này, Charles phạt tiền những ai không tham gia lễ đăng quang của ông năm 1626.

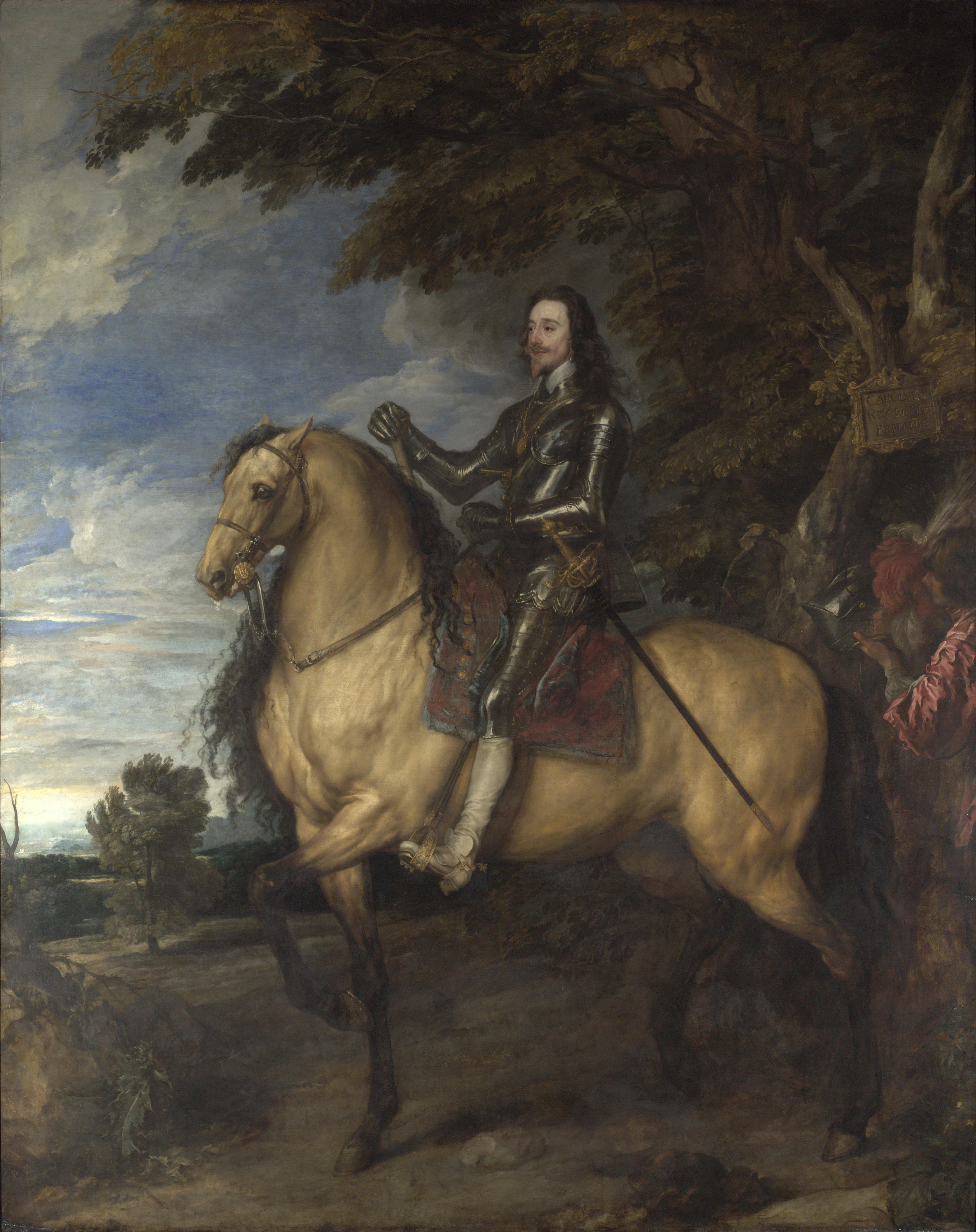
Charles, họa phẩm của van Dyck khoảng 1637 - 1638

Một loại thuế mới được Charles đặt ra, gọi là thuế tàu thủy, càng không nhận được sự tán thành từ quần chúng, và lạm thu hơn so với cả thuế hoa hồng và trong tải trước đó. Trước đây, thuế tàu thủy chỉ được thu trong những lúc có chiến tranh nổ ra, và chỉ thu ở những vùng ven biển. Charles, tuy nhiên, lại cho thu thuế ngay vào thời bình và thu ở tất cả các vùng trong nước. Thuế tàu thủy thu được sẽ chuyển trực tiếp vào ngân quỹ của hải quân, tổng cộng đến khoảng £150,000 - £200,000 mỗi năm trong giai đoạn 1634 - 1638, sau đó giảm dần. Sự phản đối loại thuế này tăng lên, nhưng 12 thành viên trong Hội đồng luật của Anh tuyên bố rằng thu thuế là đặc quyền của nhà vua, mặc dù một vài ngườ trong số họ bị ép buộc. Việc John Hampden bị khởi tố vì không nộp thuế trong năm 1637 - 1638 là nền tăng cho sự phản đối, và Hội đồng chỉ chấp nhận khởi tố ông ta với số phiếu sít sao 7-5.
Nhà vua cũng tìm cách kiếm tiền bằng việc cấp độc quyền, bất chấp việc luật cấm những hành động như vậy, và mặc dù hiệu quả không được như mong đợi, cũng góp vào ngân khố £100,000 mỗi năm vào cuối những năm 1630. Một trong những độc quyền được cấp cho xà phòng, được gọi là xà phòng thuộc về giáo hoàng..
. Charles cũng tiến hành thu tiền từ giới quý tộc Scotland, với chính sách gây ra nhiều sự bất bình, bởi Đạo luật thu hồi (1625), tất cả các quà tặng là đất đai của hoàng gia và giáo hội dành cho quý tộc từ năm 1540 đều bị thu lại, nhưng người bị tước quyền sở hữu vẫn phải đóng thuế hằng năm. Thêm vào đó, ranh giới của các khu rừng hoàng gia ở Anh được khôi phục để tối đa hóa việc thu thuế từ đất và sẵn sàng xử phạt những ai sử dụng đất lấn vào ranh giới. Trọng tâm của chương trình này là nhằm phá rừng và bán đất rừng để phát triển kinh doanh trên đồng cỏ, hoặc trồng trọt, hoặc như trường hợp Forest of Dean, là phát triển ngành công nghiệp sắt. Sự phá rừng đã thường xuyên gây ra bạo loạn và những cuộc nổi dậy từ những nhân vật gọi là cuộc khởi nghĩa miền tây.
Việc thi hành cấp độc quyền ngày càng khiến quần chúng, những người phải trả thuế cao hơn những người được cấp độc quyền, phẫn nộ. Trong tình trạng bất ổn, Charles dường như sắp phải phá sản khi Nghị viện tiếp tục phủ quyết các loại thuế mới. Thành phố London, chìm ngập trong những ý kiến bất bình, và không ai chấp nhận cho nhà vua vay tiền, và cũng tương tự như vậy, ông cũng không thể vay tiền từ nước ngoài. Trong tháng 7, Charles lấy tổng cộng £130,000, và trong tháng 8 ông tiếp tục chiếm hết các cổ phiếu trong công ty Đông Ấn và bán nó với giá rẻ mạt.

## Xung đột tôn giáo

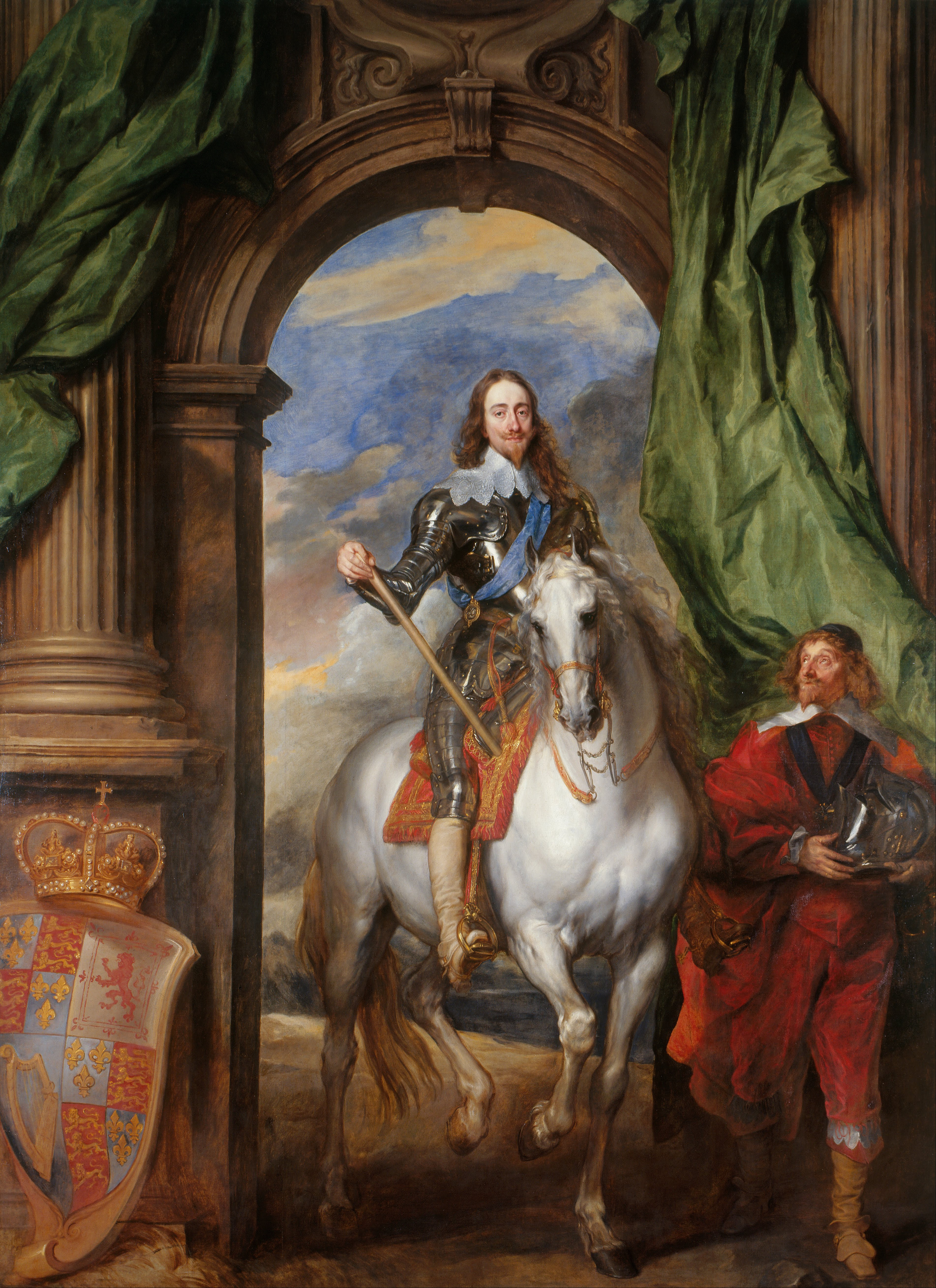
Charles I với M. de St Antoine tranh của Anthony van Dyck, 1633

Trong suốt triều đại Charles I, vấn đề tôn giáo luôn đứng vị trí hàng đầu trong những cuộc tranh luật chính trị. Thần học Arminian nhấn mạnh quyền của các giáo sĩ có thể từ chối hoặc chấp nhận sự cứu vớt, và vì thế bị coi là dị giáo và một thứ có thể dẫn đến sự trở lại của Giáo hội Công giáo Roma trên đất Anh, vì nó đối lập với Thần học Calvin. Charles đồng tình với lời giáo huấn từ những người Arminia, và đặc biệt ông muốn đưa Giáo hội Anh (đang có khuynh hướng dựa vào Thần học Calvin) chuyển sang một mô hình khác truyền thống hơn và bí bích, và những người Thanh giáo coi hành động như vậy là không coi trọng đức tin. Ngoài ra, những người Tin Lành dõi theo tình hình chiến tranh ở châu Âu rất thường xuyên và sự thất vọng tăng cao đối với các chính ngoại giao của Charles đối với Tây Ban Nha và thất bại của ông trong việc ủng hộ phe Tin Lành ở lục địa.
Năm 1633, Charles bổ nhiệm William Laud làm Tổng giám mục Canterbury. Cùng với đó, họ bắt đầu một loạt cải cách chống lại Calvinist nhằm cố gắng đảm bảo tính thống nhất tôn giáo bằng cách hạn chế những thuyết giả không theo Anh giáo, nhấn mạnh rằng các nghi thức tế lễ được tổ chức theo hướng dẫn của Kinh Cầu nguyện chung, thiết lập trong nội bộ các công trình nhà thờ ở Anh để nhấn mạnh bí tích, và tái tuyên bố Tuyên bố giải trí, theo đó cho phép các ngoại động truyền thống trong ngày sabbath. Những người được cấp đất từ nhà thờ, một tổ chức mua tài sản và quyền tiến cử làm mục sư mà đứng đằng sau có thể là người Thanh giáo, bị giải tán. Để truy tố những người phản đối cải cách của mình, Laud đã dùng hai toà án quyền lực nhất, Tòa án High Commission và Tòa án Star Chamber. Các tòa án trở nên lo sợ vì quan điểm tôn giáo đối lập của họ, và những hình phạt được tiến hành gắt gao ngay cả đối với giới quý tộc, khiến quần chúng không bằng lòng. Ví dụ năm 1637 William Prynne, Henry Burton và John Bastwick bị đóng gông, đánh roi và cạo lông và bị giam cầm không thời hạn vì xuất bản các truyền đơn chống các giám mục.

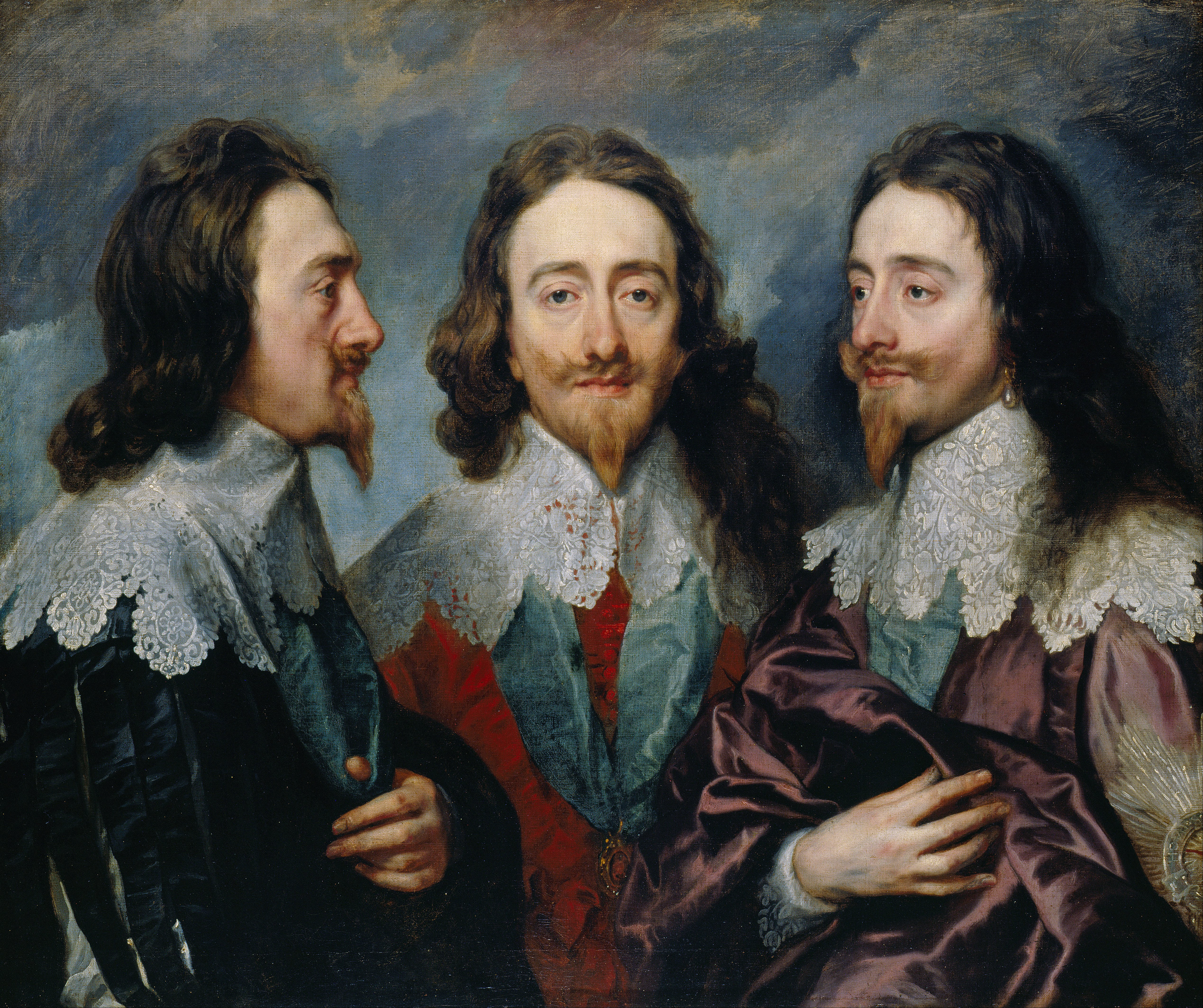
Charles I nhìn từ ba phía tranh của Anthony van Dyck, 1635–36

Khi Charles cố gắng áp đặt chính sách tôn giáo của ông đối với người Scotland, ông đối mặt với nhiều khó khăn. Mặc dù chào đời ở Scotland, Charles lại trở nên xa lạ với vương quốc ở phía bắc này; chuyến đi đầu tiên của ông tới Scotland sau thời thơ ấu là lần đăng quang ngôi vua Scotland năm 1633. Trước sự kinh ngạc của người Scots, những người đã loại bỏ nhiều nghi thức truyền thống khi tiến hành nghi thức tế lễ, Charles nhấn mạnh rằng lễ đăng quang của ông được tiến hành theo nghi thức Anh giáo. Năm 1637, nhà vua ra lệnh sử dụng một quyển kinh cầu nguyện mới ở Scotland có nội dung gần giống như Kinh cầu nguyện ở Anh, mà không thông báo với Nghị viện Scotland và nhà thờ. Mặc dù sắc lệnh được viết bằng giấy mực hẳn hoi dưới sử chỉ đạo của Charles, bởi các giám mục Scotland, nhiều người Scot chống lại nó, cho rằng cuốn Kinh cầu nguyện là thứ đưa Anh giáo đến đất nước Scotland. Ngày 23 tháng 7, cuộc nổi loạn nổ ra ở Edinburgh vào ngay ngày chủ nhật đầu tiên mà kinh cầu nguyện được sử dụng, và tình trạng bất ổn lan rộng ra khắp nơi. Công chúng bắt đầu tập hợp lại và cùng nhau tái khẳng định Công ước Quốc gia, theo đó cam kết sẽ duy trì các cải cách tôn giáo ở Scotland và từ chối bất kì sự đổi mới nào mà không có sự đồng ý của Nghị viện và Nhà thờ. Khi Đại hội Giáo hội Scotland họp tháng 11 năm 1638, họ lên án kinh cầu nguyện mới, bãi bỏ chính quyền nhà thờ giám mục của các giám mục, và chấp nhận Chính phủ trưởng lão được lãnh đạo bởi các trưởng lão và người trợ tế.

### Chiến tranh các giám mục
Charles nhìn nhận tình trạng bất ổn ở Scotland là một cuộc nổi loạn chống lại triều đình của ông, và bắt đầu Chiến tranh các giám mục lần thứ nhất năm 1639. Charles không tìm kiếm sự ủng hộ từ Nghị viện Anh để tiến hành chiến tranh, thay vào đó ông cử một đạo quân lên phía bắc mà không cần được Quốc hội viện trợ giúp và đội quân này đóng Berwick-upon-Tweed, nơi ở gần biên giới Scotland. Nhà vua lo sợ cho quân đội của ông, vốn chẳng thấm tháp vào đâu so với lực lượng Scotland. Trong hiệp ước Berwick, Charles giành lại được quyền quản lý pháo đài Scotland và bảo đảm việc giải thể chính phủ lâm thời trưởng lão, dù vậy sự nhượng bộ dành cho cả Nghị viện Scotland và Nhà thờ cũng không ít.
Thất bại của Charles trong Chiến tranh giám mục lần thứ nhất gây ra một cuộc khủng hoảng về cả tài chính và ngoại giao đối với Charles, và sự túng quẫn đó càng tăng thêm khi ông cố gắng mượn tiền của người Tây Ban Nha, trong khi vẫn ủng hộ người anh rể ở Palatine, dẫn đến việc bị bẻ mặt trong Trận Downs, nơi người Hà Lan đã đánh tan hạm đội của Tây Ban Nha ở vùng bờ biển Kent trước sự bất lực của Hải quân Anh.
Charles tiếp tục đàm phán nghị hòa với người Scot nhằm kéo dài thời gian để chuẩn bị cho một chiến dịch quân sự mới. Bởi vì tình hình tài chính khó khăn, ông buộc phải triệu tập Nghị viện để mong có thêm tiền trang trải chiến phí. Cả nghị viện Anh và Nghị viện Ireland đều được triệu tập vào mùa xuân năm 1640. Tháng 3 năm 1640, Nghị viện Ireland bỏ phiếu hỗ trợ cho nhà vua £180,000 để nuôi quân đội và hứa gửi 9,000 quân tinh nhuệ vào cuối tháng 5. Tuy nhiên trong cuộc biểu quyết Quốc hội Anh vào tháng 3, các thành viên Nghị viện lại đưa ra quyết định trái ngược với phía Ireland, vì thế quan hệ giữa nhà vua với Nghị viện trở nên tồi tệ vào tháng 4. Bá tước Northumberland và Strafford có ý làm trung gian cho cuộc thương lượng giữa hai bên, theo đó nhà vua phải đồng ý bỏ thuế tàu thủy để đổi lại £650,000 (mặc dù chi phí cho chiến tranh ước tính lên tới £1 triệu). Tuy nhiên, chỉ điều kiện này thôi khi không đủ làm vừa lòng Hạ viện. Các thành viên Hạ viện "kêu gọi về sự đổi mới", nhưng Charles để ngoài tai, ông vẫn còn nhận được sự ủng hộ của Thượng viện. Bất chấp sự phản đối của Northumberland, Nghị viện ngắn hạn (tên gọi thường được dùng vì thời gian tồn tại ngắn ngủi) bị giải tán vào tháng 5 năm 1640, một tháng sau khi được triệu tập.
Đến giai đoạn này thì Strafford, Phó vương Ireland từ năm 1632, đã trở thành cánh tay đắc lực của nhà vua cùng với Laud, theo đuổi một chính sách "triệt để" với mục đích làm cho vương quyền lớn mạnh hơn và đàn áp các thế lực địa phương và thế lực chống chính phủ. Mặc dù ban đầu phê phán nhiều chính sách của nhà vua, Strafford lại đứng về phía hoàng gia từ năm 1628 (theo lời khuyên của Buckingham), và cùng với Laud, trở thành các bộ trưởng có ảnh hưởng lớn đổi với Charles.
Bị ảnh hưởng bởi thất bại của Nghị viện ngắn hạn ở Anh, Nghị viện Scotland tuyên bố rằng mình có thể tự cai trị mà không cần sự đồng ý của nhà vua, vào tháng 8 năm 1640, quân Covenanter tiến đến đất Northumberland thuộc nước Anh. Charles và Strafford trực tiếp lên phía bắc để chỉ huy quân đội Anh, Vì bá tước Northumberland, người của nhà vua đứng đầu vùng đất này, đang bị hành hạ bởi bệnh gút và bệnh lị. Những người lính Scotland, phần nhiều đã từng chiến đấu trong Chiến tranh Ba mươi năm, có tinh thần chiến đấu và sự thành thục chiến trận cao hơn quân đội Anh, và dễ dàng tiến sâu đến Newcastle upon Tyne mà không vấp phải sự kháng cự nào. Ở nơi đây diễn ra Trận Newburn, và người Scot đánh bại người Anh và chiếm đóng thành phố cũng như vùng đất lân cận là Durham.
Khi nhu cầu triệu tập Nghị viện ngày càng trở nên cấp thiết, Charles đã có quyết bất thường khi triệu tập Đại hội đồng khanh tướng. Vào lúc cuộc họp diễn ra, ngày 24 tháng 9 tại York, Charles đã làm theo lời khuyên của hầu hết mọi người và triệu tập Nghị viện. Sau khi thông báo đến các quý tộc rằng một cuộc họp Quốc hội sẽ diễn ra vào tháng 11, ông yêu cầu họ tìm cách nào đó để ông có thể có kinh phí duy trì quân đội để chiến đấu với người Scot. Họ khuyên ông nên thương lượng với phía Scotland. Một hiệp định hòa bình, dù cho đó không phải là hiệp định vĩnh viễn, đã được ký vào tháng 10 năm 1640, với thất bại nhục nhã của nhà vua Hiệp ước Ripon. Theo nội dung Hiệp ước, người Scots sẽ tiếp tục chiếm đóng Northumberland và Durham, và được trả £850 mỗi ngày cho đến khi hòa bình lập lại và Nghị viện Anh được tái triệu tập, mà khi có Nghị viện mới có đủ vốn chi trả cho quân Scotland. Do đó Charles lại triệu tập Quốc hội, Quốc hội này được biết đến với tên gọi là Quốc hội dài hạn. Một lần nữa, sự ủng hộ dành Charles khá thấp trong nội bộ Quốc hội. Trong số 493 thành viên của Hạ viện được phục chức vào tháng 11, có hơn 350 người chống đối nhà vua.

## Nghị viện dài hạn

### Sức ép chiến tranh
Nghị viện dài hạn đã chứng minh rằng họ còn khó đối phó gấp nhiều lần so với Nghị viện ngắn hạn. Nghị viện được tập hợp ngày 3 tháng 11 năm 1640 và nhanh chóng khởi động quá trình luận tội phản quốc đối với các cố vấn hàng đầu của nhà vua. Strafford bị bắt giam vào ngày 10 tháng 11; Laud bị luận tội vào ngày 18 tháng 12; Lord Keeper Finch bị luận tội vào ngày hôm sau, và ông ta đã đào thoát đến the Hague với sự cho phép của Charles ngày 21 tháng 12. Để ngăn chặn nhà vua giải tán Nghị viện theo ý muốn, Nghị viện đã thông qua Đạo luật ba năm một lần, yêu cầu Nghị viện phải được triệu tập ít nhất mỗi ba năm, và cho phép Lord Keeper of the Great Seal và 12 khanh tướng có thể tự triệu tập Nghị viện nếu nhà vua không làm điều đó. Đạo luật này ra đời cùng lúc với dự luật trợ cấp, và do đó Charles phải miễn cưỡng ban chỉ dụ bày tỏ sự đồng tình của hoàng gia vào tháng 2 năm 1641..
Strafford trở thành mục tiêu công kích của các nghị sĩ, đặc biệt là John Pym, và ông bị xét xử vì tội phản quốc ngày 22 tháng 3 năm 1641. Tuy nhiên, cáo buộc của Sir Henry Vane rằng Strafford đã đe dọa sẽ dùng tới quân đội Ireland để chinh phục Anh quốc đã không được chứng minh và ngày 10 tháng 4, vụ kiện của Pym đã không thành công. Pym và các đồng minh bèn đưa ra một dự luật trái với pháp luật, theo đó chỉ tuyên bố Strafford có tội và tuyên án tử hình ông ta.
Charles trấn an Strafford rằng "Bằng lời nói của một vị vua, ái khanh sẽ không bị mất đi mạng sống, danh sự và tài sản", và cái thủ tục pháp lý kia sẽ không được thực hiện nếu Charles không đồng ý. Hơn thế nữa, nhiều thành viên Nghị viện và hầu hết các khanh tướng phản đối dự luật, họ không mong muốn, "giết người bằng lưỡi gươm công lý". Tuy nhiên, căng thẳng leo thang khi xuất hiện một cuộc đảo chính bất thành do những người bảo hoàng tổ chức để cứu Stafford, có cả sự tham gia Charles. Hạ viện thông qua dự luật ngày 20 tháng 4 với số phiếu chênh lệch (204 phiếu thuận, 59 phiếu chống, và 230 phiếu trắng), và các lãnh chúa cũng ưng thuận việc này (tỉ lệ 26/19, 79 người không có ý kiến) vào tháng 5. Charles, lo sợ cho sự an toàn của gia đình ông khi đang phải đối mặt với tình trạng bất ổn, phải miễn cưỡng thông qua dự luật ngày 9 tháng 5 sau khi bàn bạc với các thẩm phán và giám mục. Strafford bị chém đầu ba ngày sau đó.
Ngày 3 tháng 5, những người bất mãn trong Nghị viện lên án những "âm mưu xấu xa" của Charles là "cai trị tùy tiện và độc tài"; trong khi một số người khác ký tiến thỉnh nguyện sẽ bảo vệ cho "thân thể, danh dự và đẳng cấp " của nhà vua, họ cũng đã thề bảo vệ "những cải cách tôn giáo thực sự", Nghị viện, và "quyền lợi và sự tự do của thần dân". Chưa đầy một tuần sau, Charles phê chuẩn một Đạo luật chưa từng có, theo đó cấm việc giải tán Nghị Viện mà không có sự đồng ý của Nghị viện. Tháng sau, thuế tàu thủy, tiền phạt vụ phong tước hiệp sĩ và khoản tiêu đặc biệt không cần Quốc hội đồng ý đã được tuyên bố là không hợp pháp, các Tòa án Star Chamber và High Commission bị giải tán. Tất cả những loại thuế còn lại được công nhận và được quy định trong Luật Trọng tải và Hoa hồng. Hạ viện cũng tìm cách kết tội các giám mục, nhưng không được sự phê chuẩn từ các Lãnh chúa.
Charles đã nhượng bộ đối với phía Anh, và tạm thời cải thiện được địa vị ở Scotland bằng cách đến thăm vương quốc này trong khoảng tháng 8 đến tháng 11 năm 1641, tại đây ông thừa nhận sự thành lập và tồn tại của Giáo hội Trưởng lão. Tuy nhiên, sau một cuộc đảo chính của những người bảo hoàng ở Scotland, gọi là "The Incident", uy tín của Charles lại một lần nữa bị suy giảm.

### Đối phó với cuộc nổi dậy ở Ireland
Ở Ireland, người dân chia làm 3 nhóm chính trị chủ yếu: người Gaelic Irish, theo Công giáo, người Cựu Anh, là con cháu của người Norman thời trung cổ và cũng theo Công giáo; và Tân Anh, những người vừa di dân từ Anh và Scotland đến Ireland theo Kháng Cách, họ ủng hộ Nghị viện Anh và Covenanters. Thời gian Strafford làm phó vương của Ireland, nền kinh tế phát triển và mức thuế đóng góp cho hoàng gia tăng lên, nhưng những điều đó có được bởi sự áp đặt của chính phủ. Nhà vua đã dựng lên một đội quân Công giáo lớn nhằm tạo thêm thế lực cho mình và làm suy yếu quyền lực của Nghị viện Ireland, trong khi vẫn tiếp tục đoạt đất của người Công giáo cho người Kháng Cách, cùng lúc lại tìm cách Anh giáo vào Ireland, với những tư tưởng chống Giáo hội Trưởng lão. Kết quả là, cả ba nhóm chính trị đều bất mãn. Việc Strafford bị luận tội, đã đem đến một giai đoạn mới đối với nền chính trị Ireland, và tất cả các bên đều đưa ra bằng chứng chống lại ông ta. Tương tự như Nghị viện Anh, nhóm Cựu Anh trong nghị viện Ireland chống đối Strafford và tuyên bố vẫn trung thành với Charles. Họ lập luận rằng nhà vua đã bị mê hoặc bởi tên sủng thần độc ác, và hơn thế nữa, một vị phó vương như Strafford có thể đủ sức hành động như một người cai trị chuyên chế chứ chưa hẳn nhà vua đã có thể trực tiếp cai trị hòn đảo. Thất bại Strafford cũng làm suy yếu sức ảnh hưởng của Charles lên vương quốc Ireland. Yêu cầu giải thể quân đội Ireland của Hạ viện Anh đã bất thành tới ba lần trong lúc Strafford bị giam trong tù, cho đến khi Charles cuối cùng do thiếu tiền đã phải giải tán quân đội và cuối cùng đưa Strafford ra xét xử. Cách tranh chấp liên quan đến việc chuyển quyền sử dụng đất từ những người Công giáo sang cho những người Tin Lành đến định cư, đặc biệt liên quan đến vấn đề plantation of Ulster, cùng lúc với quyết định đặt Nghị viện Scotland dưới Nghị viện Anh, đã gieo mầm cho cuộc nổi loạn. Khi xung đột vũ trang phát sinh giữa người Gaelic và Tân Anh, vào cuối tháng 10 năm 1641, người Cựu Anh đứng về phía người Gaelic và đồng thời vẫn tuyên bố trung thành với nhà vua.
Tháng 11 năm 1641, Hạ viện thông qua Đại Kháng nghị, một danh sách dài những khiếu nại đối với các hành động của bộ trưởng của Charles từ đầu triều đại của ông (được khẳng định là một phần của âm mưu lớn của những người Công giáo mà nhà vua bị lợi dụng và lôi kéo tham gia), nhưng có vẻ như là Pym đã bước đi quá xa bởi chỉ có 11 phiếu thuận - 159 phiếu chống, khoảng cách lên đến 148. Hơn thế nữa, Đại Kháng nghị cũng không được nhiều sự ủng hộ từ Thượng viện, nơi có nhiều thành viên bị Đại Kháng nghị nhắm vào. Căng thẳng leo thang khi những tin tức về cuộc nổi loạn ở Irelang truyền đến, cùng với những tin đồn sai sự thực là Charles có đồng lõa trong vụ này. Suốt tháng 11, một loạt các truyền đơn xuất hiện gây ra hoang mang trong quần chúng khi kể về cuộc nổi dậy tàn khốc ở Ireland, trong đó có những cuộc tàn sát vô tội vạ nhằm vào người Tân Anh bởi phe những người Ireland bản xứ mà người Cựu Anh không thể kiểm soát được. Tin đồn về "người theo Giáo hội" đang có âm mưu nào đó lan truyền khắp vương quốc Anh, và thái độ chống Công giáo của người Anh càng thêm vững chắc, làm tổn hại đến danh tiếng và quyền hạn của Charles.

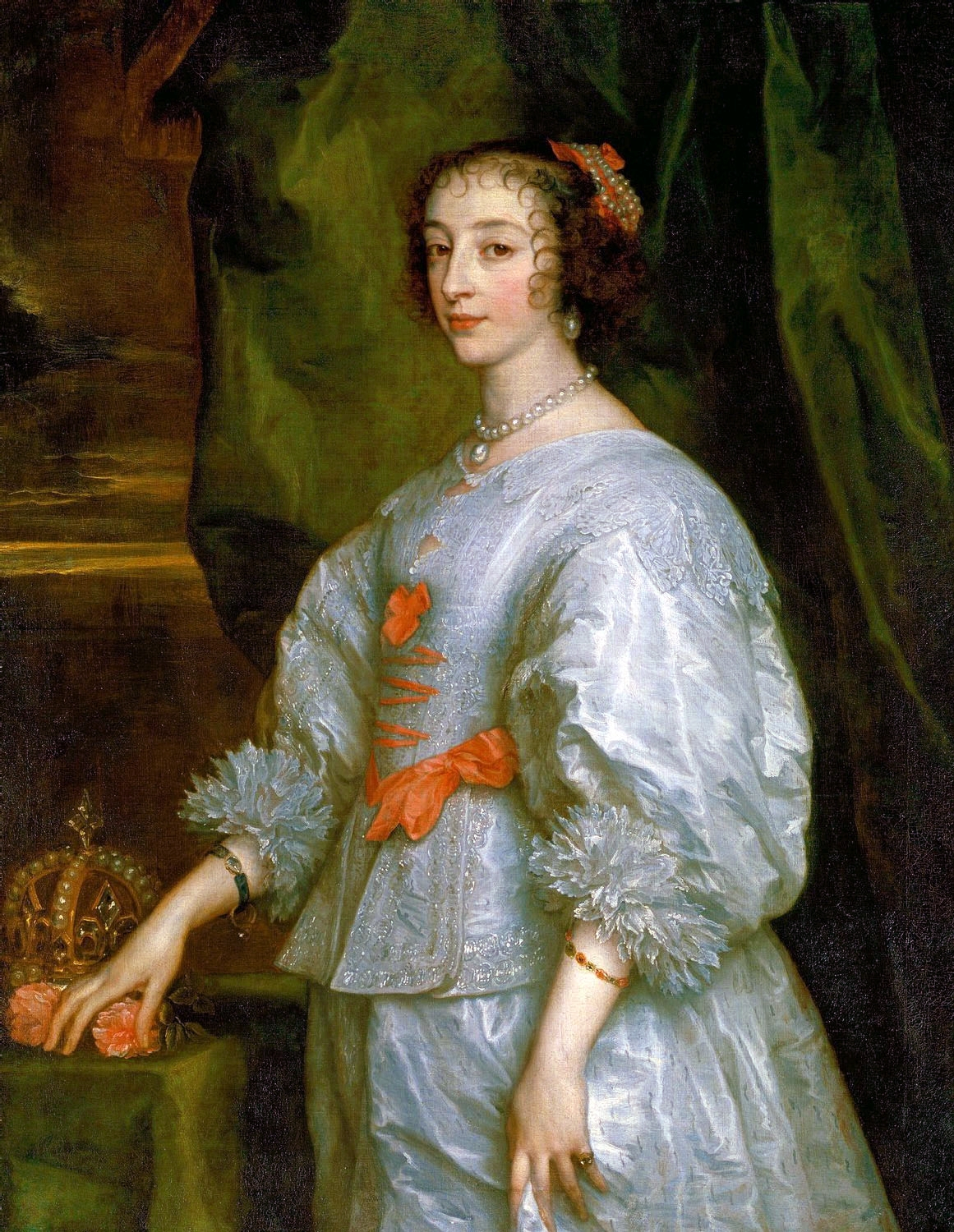
Henrietta Maria, tranh của Sir Anthony van Dyck, 1632

Nghị viện Anh không tin tưởng vào những động cơ của Charles khi ông muốn có thêm tiền để trang trải việc dẹp loạn của Ireland; nhiều thành viên Hạ viện nghi ngờ rằng nguồn nhân lực và tài lực họ cung cấp có thể sẽ bị Charles dùng để chống lại chính Quốc hội. Pym đề ra Dự luật dân quân với dự định giành quyền kiểm soát quân đội của nhà vua, song các khanh tướng không chịu, để lại một mình Charles. Thay vào đó, Hạ viện thông qua dự luật giống như một pháp lệnh, họ tuyên bố rằng không cần sự đồng ý của hoàng gia. Pháp lệnh dân quân được đưa ra dường như đã xúi giục các lãnh chúa đưa quân hỗ trợ nhà vua. Trong một nỗ lực nhằm củng cố địa vị của mình, Charles lại gây ra sự bất bình lớn hơn từ người London, và nơi đây nhanh chóng chìm trong hỗn loạn, khi ông đặt Tháp London nằm dưới sự chỉ huy của Đại tá Thomas Lunsford, một người không nổi tiếng, mặc dù có năng lực. Khi tin đồn truyền tới tai Charles là Nghị viện có ý buộc tội hoàng hậu thông đồng với phiến quân Ireland, ông quyết định hành động quyết liệt.

### Năm thành viên
Charles nghi ngờ rằng, có thể ông đã đúng, rằng một số thành viên trong Nghị viện Anh đã thông đồng với người Scot xâm lược nước Anh. Ngày 3 tháng 1, Charles buộc Nghị viện cách chức năm thành viên của họ – Pym, John Hampden, Denzil Holles, William Strode và Sir Arthur Haselrig – cùng một người khác – Lord Mandeville – vì lý do là họ bị nghi phạm tội phản quốc. Khi Nghị viện kháng chỉ, có thể Henrietta Maria đã khuyên Charles bắt giữ năm thành viên kia, và Charles đã quyết định làm theo. Tuy nhiên, tin tức về việc bắt giữ truyền đến Nghị viện, và năm người kia lên thuyền bỏ trốn không lâu trước kia Charles xông vào Hạ viện với quân đội của ông, ngày 4 tháng 1 năm 1642. Sau khi đuổi chủ tịch Hạ viện, William Lenthall, khỏi cái ghế của ông ta, nhà vua yêu cầu ông ta nói nơi các nghị sĩ đã bỏ trốn. Lenthall, đã quỳ xuống, và đáp lại nhà vua bằng một câu nói nổi tiếng, "Có thể để làm vui lòng Thánh Thượng, Hạ thần sẽ không còn cặp mắt nào để nhìn và không có cái lưỡi nào để nói ở nơi này nhưng đây là nơi Hạ thần lãnh đạo, và tôi tớ thần đang ở đây." Charles ngậm ngùi tuyên bố "tất cả lũ chim đã trốn thoát", và buộc phải ra về mà không thu được gì cả.
Nỗ lực bắt giữ bất thành nhanh chóng trở thành tai họa cho Charles. Tiền lệ chưa có vị vua Anh nào bước chân vào Hạ viện, và hành động vô tiền khoáng hậu của ông khi dẫn quân vào nơi đó để bắt giữ 5 thành viên đã xâm phạm nghiêm trọng quyền lực của Quốc hội. Trong một cơn thịnh nộ, Charles phá tan hết những sự ủng hộ dành cho ông như người bảo vệ chống lại sự đổi mới và mất trật tự.
Nghị viện nhanh chóng kiểm soát London, và Charles rời thủ đô đến Lâu đài Bá tước Hampton ngày 10 tháng 1 năm 1642, hai ngày sau ông đến Lâu đài Windsor. Sau khi gửi hoàng hậu và công chúa hoàng gia đến một nơi an toàn ở nước khác trong tháng 2, ông đi về phía bắc, hi vọng sẽ kiểm soát được kho vũ ký quân sự ở Hull. Nhưng mọi việc không như là mơ, ông bị đẩy lui bởi Thống đốc nghị viện tại thị trấn, Sir John Hotham, người từ chối cho ông vào địa phận vào tháng 4, và Charles buộc phải rút lui.

## Nội chiến Anh

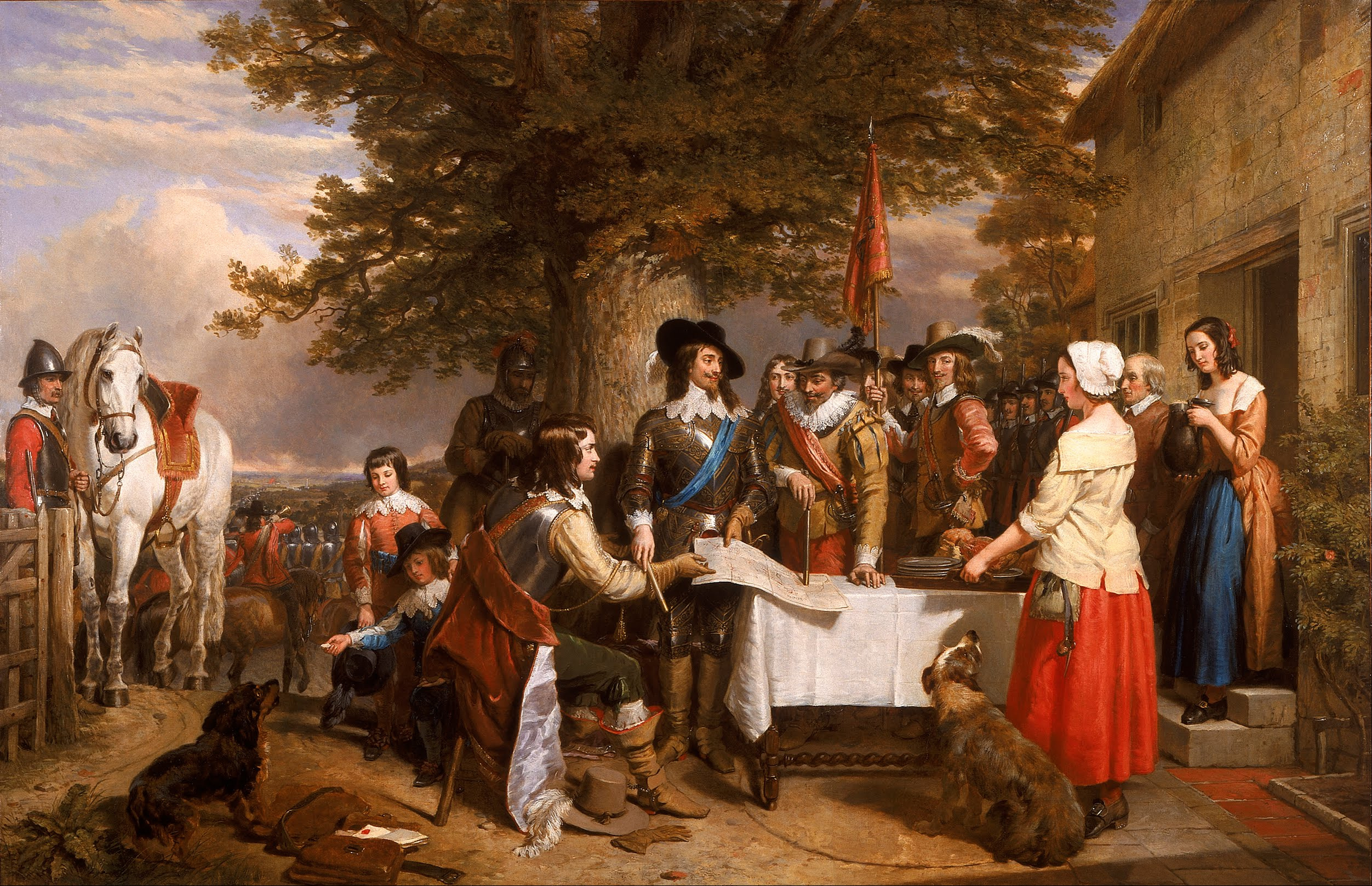
Một bức tranh vào thế kỉ XIX miêu tả Charles (ở giữa khung kính màu xanh) trước trận Edgehill, 1642

Giữa năm 1642, hai phe bắt đầu cuộc chiến. Quân của Charles là những kị sĩ phong kiến có kinh nghiệm trong chiến trận với cách dàn quân theo kiểu Trung cổ, và Nghị viện kêu gọi những người tình nguyện tham gia vào lực lượng dân quân. Sau những cuộc đàm phán không thu được kết quả gì, Charles ký quyết định tuyên chiến ở Nottingham ngày 22 tháng 8 năm 1642. Vào những tháng đầu của Cuộc nội chiến lần thứ nhất, quân của Charles kiểm soát các xứ Midlands, Wales, miền tây và miền bắc nước Anh. Ông thiết triều ở Oxford. Nghị viện kiểm soát London, miền đông nam và miền đông nước Anh, và kiểm soát lực lượng hải quân.
Sau một vài cuộc đụng độ nhỏ, hai bên gặp nhau tại Edge Hill, Warwickshire, ngày 23 tháng 10 năm 1642. Cháu trai của Charles Hoàng thân Rupert xứ the Rhine không đồng ý với kế hoạch tác chiến của người chỉ huy phe bảo hoàng, Lãnh chúa Lindsey, và Charles đồng tình với Rupert. Lindsey từ chức, sau đó Charles đưa Lãnh chúa Forth lên thay thế. Kị binh của Rupert đã phá vây thành công trước quân của Nghị viện, nhưng thay vì trở lại đánh tiếp, ông ta lại đi đường tắt để đánh vào đội hậu quân. Lindsey, đã bị thương và chảy máu đến chết mà không có người trợ giúp băng vết thương. Trận chiến kết thúc bất phân thắng lại khi trời đã sập tối.
Theo hồi trưởng của Charles, kinh nghiệm học được từ cuộc chiến khiến nhà vua "buồn vô hạn và sâu sắc". Ông điểm quân tại Oxford, từ chối đề nghị Rupert là nhanh chóng tiến quân đánh London. Sau một tuần, ông mới cho quân đánh thủ đô ngày 3 tháng 11, chiếm Brentford, vùng mà quân đội của ông đi qua trên đường hành quân; tiếp đó ông vẫn duy trì đàm phán với Nghị viện. Tại Turnham Green thuộc ngoại ô London, quân đội hoàng gia gặp phải sự kháng cự từ lực lượng quân dân thủ đô, với lực lượng đông đảo hơn, nên Charles ra lệnh thoái quân. Ông ở qua mùa đông tại Oxford, tăng cường hệ thống phòng thủ trong thành phố và chuẩn bị cho chiến dịch vào mùa xuân năm sau. Thỏa thuận hòa bình giữa hai bên kết thúc vào tháng 4.

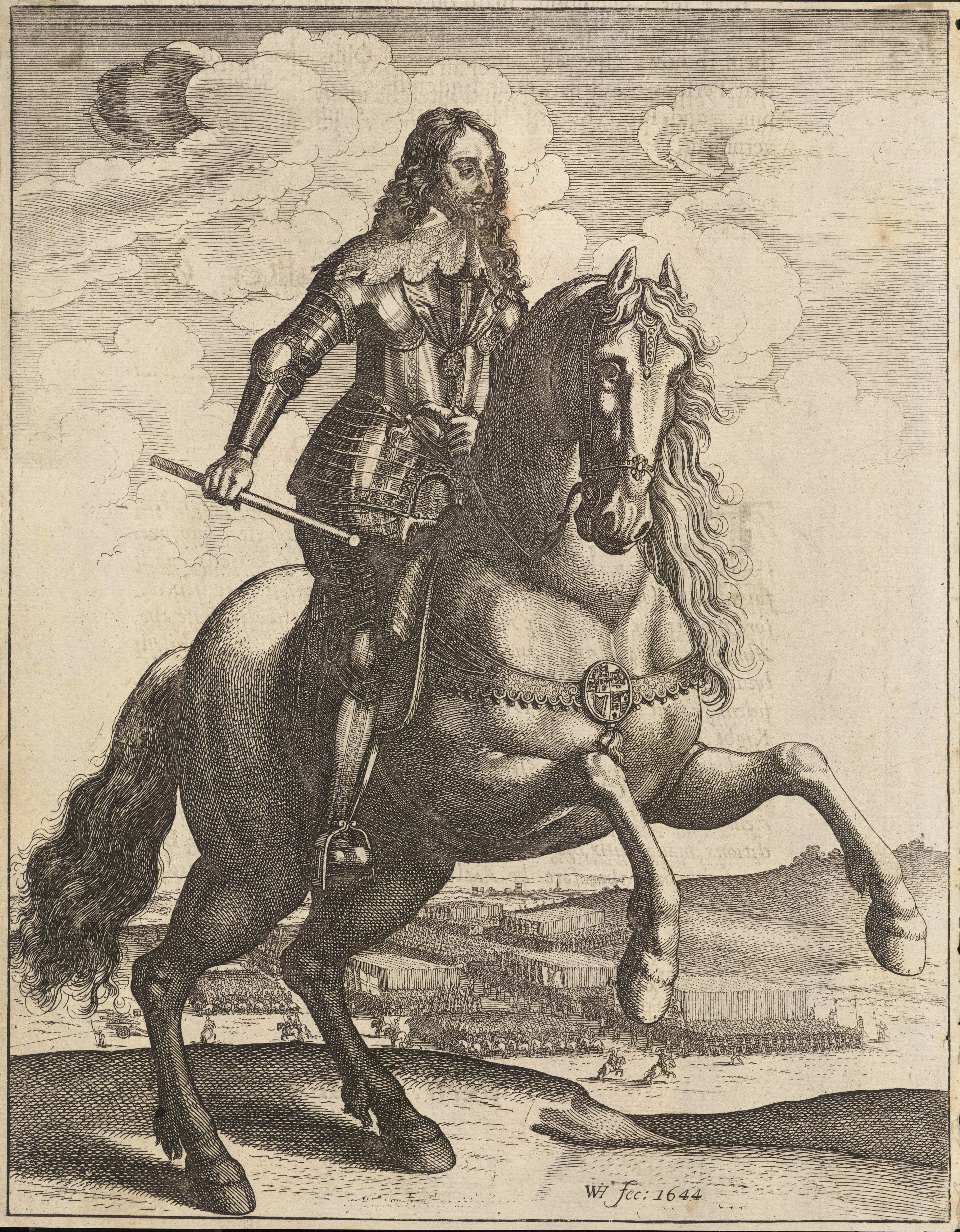
Charles được mô tả đang ngồi trên lưng ngựa chỉ huy quân của ông, họa phẩm của Wenceslaus Hollar, 1644

Chiến tranh tiếp tục mà vẫn chưa bên nào giành được lợi thế trong vài năm tiếp đó, và Henrietta Maria trở về Anh trong 17 tháng từ tháng 2 năm 1643. Sau khi Rupert chiếm được Bristol tháng 7 năm 1643, Charles đến thăm thành phố cảng này và bao vây Gloucester, áp sát sông Severn. Kế hoạch của ông nhằm công phá các bức tường thành đã thất bại vì trời mưa to, và viện quân của Quốc hội đang đến gần, Charles gỡ bỏ vòng vây và rút lui về Lâu đài Sudeley. Quân đội của Quốc hội lại tiến về London, truy đuổi quân của Charles. Hai bên lại giáp chiến Newbury, Berkshire, ngày 20 tháng 9. Giống như trận Edgehill,trận chiến rơi vào bế tắc khi màn đêm buông xuống, và hai bên tự thối lui. Tháng 1 năm 1644, Charles triệu tập một Quốc hội ở Oxford, gồm 40 khanh tướng và 118 thành viên Hạ viện, Quốc hội này được biết với tên gọi Nghị viện Oxford, cho đến tháng 3 năm 1645, nó đã nhận được sự ủng hộ của phần lớn các quý tộc và một phần ba thành viên Hạ viện. Charles cảm thấy thất vọng vì sự vô hiệu quả của cái hội nghị này, ông gọi nó là "vật lai", trong một bức thư gửi cho hoàng hậu.
Năm 1644, Charles vẫn ở miền nam nước Anh trong khi Rupert hành quân lên phía bắc để giải vây Newark và York, vốn đang bị quân đội Scotland đe dọa nghiêm trọng. Charles giành chiến thắng trong trận cầu Cropredy vào cuối tháng 6, nhưng đội quân ở miền bắc lại bị đánh bại tại trận Marston Moor chỉ sau đó vài ngày. Nhà vua tiếp tục tổ chức chiến dịch ở phía nam, bao vây và giải giáp lực lượng quân của Nghị viện dưới sự chỉ huy của Bá tước Essex. Quay trở lại căn cứ tại Oxford, ông tham gia trận Newbury lần thứ hai trước khi mùa đông đến; trận chiến kết thúc bất phân thắng bại. Những nỗ lực đàm phán được tiến hành vào mùa đông, khi hai bên tái vũ trang và tổ chức lại lực lượng, cũng không thu được kết quả.
Tại trận Naseby ngày 14 tháng 6 năm 1645, kị binh của Hoàng thân Rupert tấn công mãnh liệt, bẻ gãy cánh trái và truy kích những đại đội kị binh của Quân đội kiểu mới của Nghị viện đang bỏ chạy, nhưng lực lượng của Charles bị quân phản nghịch truy đuổi gắt gao. Charles, cố gắng động viên quân đội, thúc ngựa ra phía trước đội quân như ông từng làm vài lần trước kia, nhưng Lãnh chúa Carnwath ngăn lại và kéo ông về, vì lo sợ cho sự an toàn của nhà vua. Hành động của Carnwath bị quân bảo hoàng hiểu lầm là lệnh rút quân, dẫn đến việc hàng ngũ bị rối loạn. Cán cân lúc này nghiêng hẳn về phía Nghị viện. Hoàng thân Rupert chỉ kịp bảo vệ nhà vua chạy thoát khỏi trận địa. Từ đây quân hoàng gia gặp hàng loạt thất bại liên tiếp, và sau Chiến dịch Oxforl, Charles cải trang thành một người đầy tớ rồi bỏ trốn vào tháng 4 năm 1646. Ông tự nộp mình cho quân đội trưởng lão đang bao vây Newark, và bị dẫn lên phía bắc đến Newcastle upon Tyne. Sau chín tháng đàm phán, người Scot đã đi đến một thỏa thuận với người Anh, theo đó đổi lấy £100,000 và sẽ còn nhiều hơn trong tương lai, phía Scotland sẽ rút khỏi Newcastle và giao nộp Charles cho Nghị viện vào tháng 1 năm 1647.

### Bị câu thúc
Nghị viện đã quản thúc Charles tại Holdenby House thuộc Northamptonshire cho đến khi viên sĩ quan George Joyce dùng vũ lực buộc ông rời Holdenby ngày 3 tháng 6 dưới danh nghĩa quân đội kiểu mới. Vào thời điểm đó, sự nghi vực phát sinh và gia tăng trong nội bộ giữa một bên là Nghị viện, ủng hộ giải tán quân đội và Giáo hội trưởng lão, với bên kia là Quân đội kiểu mới, những người chủ trương Độc lập không theo tôn giáo, muốn có được vai trò chính trị lớn hơn hiện tại. Charles háo hứng lợi dụng sự chia rẽ này, ông xem hành động của Joyce là một cơ hội cho mình chứ không phải là mối đe dọa. Đầu tiên ông được đưa tới Newmarket, nơi mà ông muốn đến, và sau đó đến Oatlands rồi Hampton Court, trong khi nhiều cuộc đàm phán không có kết quả diễn ra. Tháng 11, ông nhận ra được cơ hội trốn thoát đã đến, và tìm kiếm một nơi ẩn náu – Pháp, miền nam nước Anh hay Berwick-upon-Tweed, gần biên giới Scotland. Ông trốn khỏi Hampton Court ngày 11 tháng 11, và từ bờ biển Southampton Water ông bắt liên lạc với Robert Hammond, Thống đốc Nghị viện Đảo Wight, Charles tin rằng ông ta còn trung thành với mình. Hammond, tuy nhiên, câu thúc Charles trong Lâu đài Carisbrooke và thông báo với Nghị viện rằng Charles đang ở chỗ mình.
Từ Carisbrooke, Charles tiếp tục cố gắng thương lượng với các bên chống đối. Mặc dù trước đây từng xung đột với Nhà thờ Scotland, ngày 26 tháng 12 năm 1647 ông ký một hiệp ước bí mật với người Scot. Theo cái thỏa thuận gọi là "Engagement", Scotland sẽ tiến hành xâm lược nước Anh dưới danh nghĩa của Charles và khôi phục ngai vàng cho ông với điều kiện Giáo hội Trưởng lão được thành lập ở Anh trong 3 năm.
Phe bảo hoàng lại nổi lên vào tháng 5 năm 1648, khởi đầu cuộc nội chiến lần 2, và như thỏa thuận với Charles, Scotland đưa quân đánh Anh. Các cuộc nổi dậy ở Kent, Essex, và Cumberland, và cả ở Nam Wales, bị quân đội kiểu mới đánh tan, và với thất bại của Scotland tại trận Preston vào tháng 8 năm 1648, hoàng gia không còn bất kì cơ hội chiến thắng nào.
Charles bây giờ chỉ còn trông mong vào cuộc đàm phán, được tổ chức ở Newport thuộc Đảo Wight. Ngày 5 tháng 12 năm 1648, Nghị viện quyết định tiếp tục đàm phán với nhà vua với tỉ lệ số phiếu là 129/83, nhưng Oliver Cromwell và quân đội phản đối bất kì cuộc đàm phán nào với một người là họ coi là bạo chúa khát máu và đã dùng hành động để thể hiện quyền lực của họ. Hammond bị cách chức Thống đốc đảo Wight ngày 27 tháng 11, và bị quân đội quản thúc từ ngày hôn sau. Tại sự kiện Pride's Purge diễn ra vào ngày 6 và 7 tháng 12, 143 thành viên nghị viện bị bắt giữ hoặc cách chức bởi Đại tá Thomas Pride, trong khi chỉ có 50 người ủng hộ quân đội được giữ lại. Các thành viên còn lại được gọi là Nghị viện Còn lại. Đó là kết cục của một cuộc đảo chính quân sự.

## Xét xử

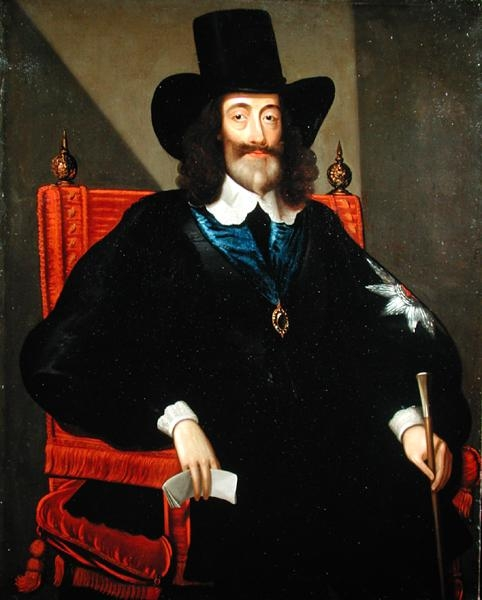
Charles trước tòa, tranh của Edward Bower, 1649. Râu và tóc của ông đều mọc dài vì Nghị viện đã đuổi người thợ cắt tóc của ông, và ông từ chối cho bất cứ ai đến gần ông mà mang theo lưỡi dao cạo.

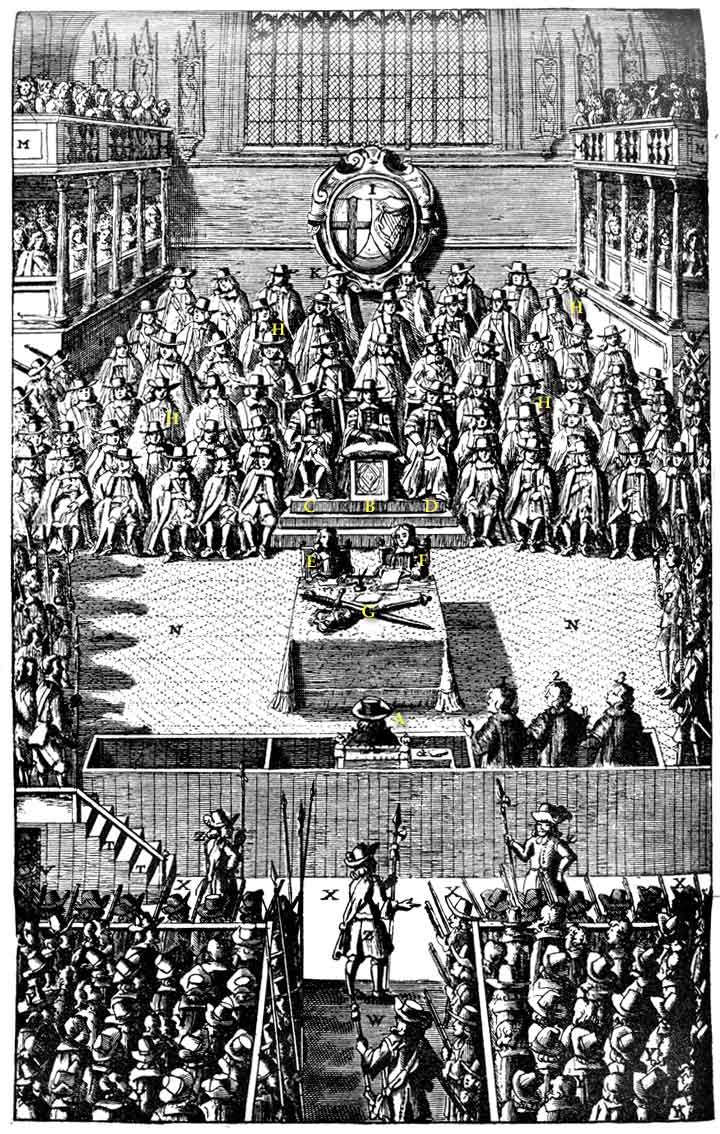
Charles (quay lưng lại với những người chứng kiến) trước tòa đại hình, 1649

Charles bị chuyển tới Lâu đài Hurst vào cuối năm 1648, và sau đó đến Lâu đài Windsor. Tháng 1 năm 1649, Hạ viện Còn lại truy tố ông vì tội phản quốc, tuy rằng cáo buộc bị Thượng viện bác bỏ. Ý tưởng xét xử nhà vua là một chuyện lạ thường. Chánh thẩm phán của ba phiên tòa là Henry Rolle, Oliver St John vàd John Wilde – tất cả đều phản đối bản cáo trạng dành cho nhà vua là trái pháp luật. Nghị viện Còn lại tự tuyên bố họ có thể tự nắm quyền lập pháp, thông qua một dự luật thiết lập một tòa án đắc biệt xét xử Charles, và tuyên bố dự luật trở thành đạo luật mà không cần sự đồng ý của hoàng gia. Tòa đại hình Justice được thành lập sau Đạo luật này gồm 135 ủy viên, nhưng phần nhiều trong số họ từ chối nhiệm vụ hoặc không đến tòa. Chỉ có 68 người (đều là thành viên Nghị viện) tham gia phiên tòa xét xử Charles về tội phản quốc và "những tội lớn khác" bắt đầu vào ngày 20 tháng 1 năm 1649 tại Đại sảnh Westminster. John Bradshaw là Chủ thẩm phiên tòa, và người đứng truy tố là Luật sư John Cook.
Charles đã bị buộc tội phản quốc, chống lại Anh quốc bằng cách dùng quyền lực của mình để chăm lo cho lợi ích cá nhân thay vì lợi ích quốc gia. Bản cáo trạng nói rằng ông, "cho những dự định đã thực hiện của ông ta, cho việc bảo vệ bản thân ông ta và người ủng hộ ông ta là mục đích của những hành động xấu xa của ông ta và bọn chúng, và cuối cùng dẫn đến sự phản bội và ngoan cố trong cuộc chiến chống lại Nghị viện hiện nay, và những người đứng đại diện (trong Nghị viện)", và rằng "chính sách độc ác, chiến tranh, và những hành động xấu xa của ông ta, ông Charles Stuart, đã làm, và ông ta làm điều đó vì sự thăng tiến và lợi ích cá nhân, ý thích, quyền lực, cho ông ta và gia đình ông ta, chống lại lợi ích quốc gia, quyền cộng đồng, sự tự do, công lý, và hòa bình của mọi công dân trên đất nước này." Phản ánh đúng các khái niệm hiện đại về trách nhiệm của người chỉ huy, bản cáo trạng buộc tội ông "kết tội tất cả những ai làm phản, giết người, cướp bóc, thiêu sống, ăn cắp, tàn phá, gây thiệt hại tổn lại đến đất nước này, hành động và tham gia trong các cuộc chiến tranh đã nói đến, hoặc gây ra điều đó." Ước tính khoảng 300,000 người, 6% dân số chết vì chiến tranh.
Trong ba ngày xét xử đầu tiên, bất cứ khi nào được yêu cầu tìm người bào chữa, ông từ chối, và bày tỏ sự phản đối của mình: "Quả nhân không biết là với cái danh nghĩa gì đưa quả nhân đến đây, là quyền thế hợp pháp à...?" Ông tuyên bố là không có tòa án nào có thẩm quyền xét xử một vị quân vương, quyền lực cai trị của riêng ông được Chúa ban cho và bởi những luật lệ truyền thống của Anh quốc, và rằng cách duy nhất để ông giữ được quyền lực đó là phải dựa vào lực lượng vũ trang. Charles nhấn mạnh phiên tòa là bất hợp pháp, giải thích rằng, 
Không có một quyền thế nào trên thế giới này có thể thẩm vấn quả nhân (là vua của các ngươi) với những câu hỏi như thể đối với tội phạm ... Việc làm ngày hôm nay không được công nhận theo luật của Chúa, mà trái lại, quyền thế cần phải được tuân phục của một vị vua được chứng thực trong cả Cựu Ước và Tân Ước ... Đối với pháp luật của vùng đất này, Quả nhân không phải không tự tin, không có một luật sư nào dám giả dối khẳng định sự luận tội chống lại nhà vua, tất cả họ đều sẽ tự làm theo ý của mình: và một trong những châm ngôn của họ là, nhà vua không làm gì sai ... Thượng viện bị loại trừ hoàn toàn; và còn Hạ viện, ai cũng biết rằng phần lớn thành viên Hạ viện đang bị giam giữ hay bị loại bỏ khỏi chức vụ ... những gì Quả nhân làm chỉ là bảo vệ những nguyên tắc cơ bản của vương quốc này và chống lại những ai cho là quyền lực của Quả nhân đã hoàn toàn làm thay đổi chính quyền cổ xưa.

Tòa án, ngược lại, bác bỏ đặc quyền miễn truy tố của quốc vương, và đề xuất "Nhà vua của Anh không phải là một cá nhân, mà là một chức vụ mà người nắm giữ nó được giao phó một quyền lực hạn chế để cai trị 'bởi và theo pháp luật của đất nước và không là cái gì khác'."
Vào cuối ngày thứ ba, Charles bị đưa ra khỏi tòa án, và sau đó hơn 30 nhân chứng bắt đầu chống lại nhà vua khi ông không có mặt ở đó vào hai ngày tiếp theo, và ngày 26 tháng 1 ông bị xử tội chết. Ngày hôm sau, đức vua bị giải ra trước quần chúng, bị tuyên bố có tội và bị kết án. 59 ủy viên đã ký tên vào bản án tử hình của ông.

## Vụ hành quyết

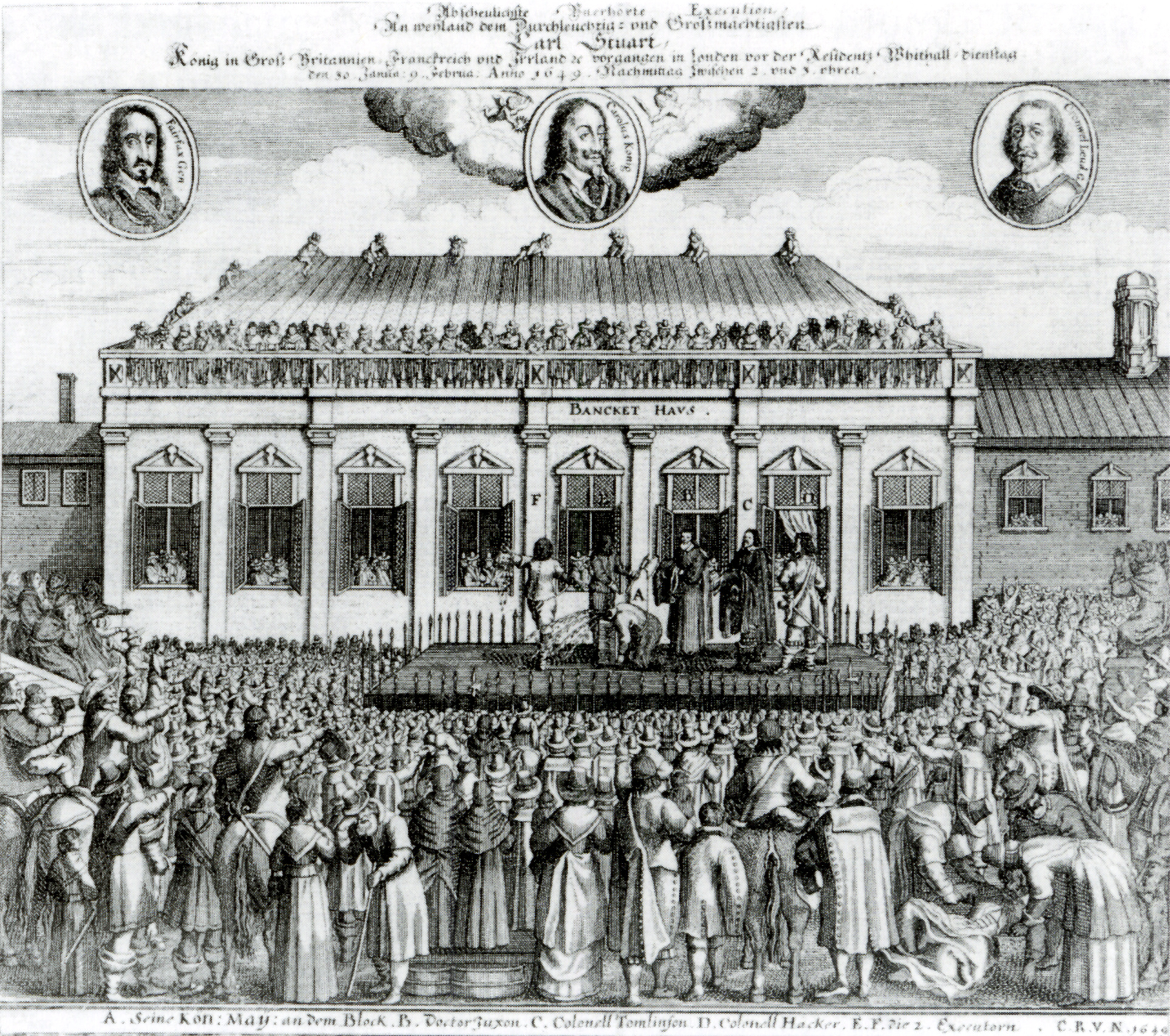
Tranh vẽ cảnh buổi hành quyết vua Charles I

Theo kế hoạch Charles bị chặt đầu vào thứ 3, ngày 30 tháng 1 năm 1649. Hai người con của ông vẫn còn ở lại Anh dưới sự kiểm soát của Nghị viện: Elizabeth và Henry. Họ được phép đến thăm ông ngày 29 tháng 1, và ông nói với các con những lời chia tay trong nước mắt. Sáng hôm sau, ông yêu cầu hai chiếc áo để tránh thời tiết lạnh giá có thể khiến ông run rẩy mà quần chúng sẽ tưởng là ông sợ hãi: "thời tiết mùa này quá khắc nghiệt có thể khiến Quả nhân run rẩy, mà một số người quan sát sẽ tưởng quả nhân sợ hãi. Quả nhân không muốn bị quy tội như vậy."
Ông bị áp giải từ Cung điện St James, nơi ông bị giam giữ, đến Cung điện Whitehall, nơi đoạn đầu đài đã được dựng lên ở phía trước phòng thiết yến. Charles bị đưa ra xa những người chứng kiến bởi một hàng dày các binh sĩ, và ông chỉ nói lời cuối cùng khi đứng trước đoạn đầu đài. Ông cho rằng số phận hiện tại của ông là do từ thất bại trong việc cứu người tôi tớ trung thành của ông, Strafford: "Một điều bất công mà Quả nhân đã làm cho nó có hiệu lực, và bây giờ điều bất công đó đặt lên chính Quả nhân." Ông tuyên bố rằng: "Đối với nhân dân, quả nhân thật sự mong các người có được tự do nhiều như bất cứ ai. Nhưng Quả nhân phải nói với các người, rằng tự do của họ chỉ có được khi có chính phủ; tức là luật lệ nhờ đó mà thần thánh của họ là do họ lựa chọn. Điều này không có nghĩa là dính líu vào một chính phủ mà hầu như chẳng có gì liên quan đến họ. Một thần dân và một đế vương rõ ràng là khác nhau, và do vậy cho đến khi các người biết được điều đó, ý ta là các người đặt nhân dân vào tự do đó như Quả nhân nói, chắc chắn là họ sẽ không bao giờ được hạnh phúc." Ông tiếp tục, "Quả nhân sẽ đi từ một ngai vua có thể hư đốn đến một ngai vua không thể hư đốn, nơi không thể có phiền nhiễu nào, không phiền nhiễu nào trong thế giới đó."
."
Vào khoảng 2 giờ chiều, Charles đặt đầu của ông vào thớt chém sau khi nói vài lời cầu nguyện và ra hiệu với đao phủ khi ông đã sẵn sàng bằng cách dũi tay ra, sau đó ông bị chặt đầu chỉ với một nhát chém xuống. Theo như Philip Henry, một tiếng kêu van "dường như tôi chưa bao giờ nghe trước đó và tôi ước không có giờ phải nghe lại" cất lên từ chỗ đám đông, vài người trong số họ nhúng khăn tay của mình vào máu của nhà vua như là một vật lưu niệm.
Đao phủ đã đeo mặt nạ và cải trang, và có nhiều cuộc tranh luận về danh tính của người này. Ban đầu các ủy viên đã muốn để Richard Brandon, người thi hành án treo cổ ở London làm việc này, nhưng ông từ chối, ít nhất là trong lần đầu, mặc dù đã được hứa trả £200. Có thể ông đã nghĩ lại và nhận lời sau khi bị dọa giết, nhưng có những người khác cũng bị tình nghi, bao gồm George Joyce, William Hulet và Hugh Peters. Sau khi kiểm tra thi thể của nhà vua ở Windsor năm 1813, cho thấy rằng người chém đầu ông là một đao phủ dày dạn kinh nghiệm.
Theo thông lệ truyền thống, đầu của kẻ phản quốc sẽ được đưa đi trưng bày trước công chúng với dòng chữ "Kìa, đầu của kẻ phản bội!" Mặc dù thủ cấp của Charles bị đem thị chúng, nhưng dòng chữ không được dùng kèm theo, có thể là do đao phủ không muốn danh tính của mình bị tiết lộ. Một ngày sau vụ hành quyết, đầu của nhà vua được gắn lại với phần thân, rồi người ta ướp xác ông và đặt nó vào một quan tài chì.
Hội đồng không chịu cho an táng Charles tại Tu viện Westminster, vì vậy thi thể ông được đưa tới Windsor vào tối 7 tháng 2. Ông được an táng trong hầm mộ của Henry VIII bên cạnh thi thể Henry VIII và người vợ thứ ba của ông ta, Jane Seymour, tại Nhà nguyện St George, Lâu đài Windsor, ngày 9 tháng 2 năm 1649. Con trai ông, Charles II, sau đó dự định xây một lăng mộ hoàng gia cho ông ở Hyde Park, London, nhưng nó không bao giờ được dựng lên.

## Di sản
Mười ngày sau cuộc hành quyết Charles, một cuốn hồi kì được nhà vua viết đã xuất hiện và được rao bán. Quyển sách này, tên Eikon Basilike ("Hình tượng Hoàng gia"), có nhiều nội dung biện hộ cho chính sách của hoàng gia, và đó là một trong những tài liệu được những người bảo hoàng dùng để tuyên truyền. John Milton viết câu trả lời của Nghị viện, Eikonoklastes ("The Iconoclast"), nhưng không mang nhiều hiệu quả như cuốn sách của phe bảo hoàng. Anh giáo và Hoàng gia coi ông như một người tử vì đạo, và Giáo hội England đã phong thánh cho ông, trong Hội nghị Canterbury and York năm 1660. Người Anh giáo xây dựng các nhà thờ để tưởng nhớ việc ông tử đạo như, như Falmouth và Tunbridge Wells.
Lấy cảm hứng từ chuyến thăm Tây Ban Nha của ông năm 1623, Charles trở thành một người say mê và thông thạo trong việc sưu tập những tác phẩm nghệ thuật, ông sở hữu một bộ sưu tập nghệ thuật vào loại nhất lúc đó. Những cận thần thân cận của ông như Công tước Buckingham và Bá tước Arundel có cùng sở thích với ông và họ được gọi là nhóm Whitehall. Ở Tây Ban Nha, ông được vẽ chân dung bởi Velázquez, và tác phẩm được mua lại bởi Titian và Correggio, trong số những người khác. Ở Anh, di sản của ông bao gồm trần nhà Banqueting House, Whitehall, bởi Rubens và tranh vẽ của các họa sĩ người Hà Lan như van Honthorst, Mytens, và van Dyck. Năm 1627 và 1628, ông mua lại toàn bộ sưu tập của Công tước Mantua, bao gồm các tác phẩm của Titian, Correggio, Raphael, Caravaggio, del Sarto và Mantegna. Bộ sưu tập của Charles càng đồ sộ hơn khi có cả những tác phẩm của Bernini, Bruegel, da Vinci, Holbein, Hollar, Tintoretto và Veronese, những bức chân dung bán thân của Dürer và Rembrandt. Khi Charles chết, ước tính là ông sở hữu 1760 bức tranh, phần nhiều trong số đó được bán và phân phát trong nội bộ Nghị viện.
Chế độ quân chủ bị lật đổ, Anh trở thành nước cộng hòa hay "Thịnh vương chung". Thượng viện bị bãi bỏ bởi Hạ viện Rump, và quyền hành pháp rơi vào tay Hội đồng nhà nước. Tất cả những chống đối quân sự ở Anh và Ireland đã bị dập tắt bởi lực lượng của Oliver Cromwell trong Nội chiến Anh lần thứ ba và Cuộc chinh phục Ireland của Cromwell. Cromwell giải tán Nghị viện Rump năm 1653, thiết lập Chế độ và chính ông ta là Bảo hộ công. Khi ông ta chết năm 1658, người con lên nối ngôi một thời gian ngắn, Richard. Nghị viện được tái lập, và chế độ quân chủ trung hưng bởi con trai trưởng của Charles I, Charles II, năm 1660.

### Đánh giá
Theo lời của John Philipps Kenyon, "Charles Stuart là một con người nhiều mâu thuẫn và tranh cãi". Được tôn kính bởi Đảng Bảo thủ, họ coi ông như một vị thánh tử đạo nhưng ông bị lên án bởi các nhà sử học đảng Whig, như Samuel Rawson Gardiner, người cho rằng ông dối trá và hoang tưởng. Trong những thập kỉ gần đây, nhiều sử gia chỉ trích ông, ngoại trừ Kevin Sharpe người đánh giá ông với cái nhìn cảm thông hơn, nhưng không được nhiều người tán đồng. Trong Sharpe lập luận rằng nhà vua là người năng động và có lương tâm, Giáo sư Barry Coward nghĩ rằng Charles "nhà vua vô năng nhất ở Anh kể từ Henry VI", cái nhìn này được tán đồng bởi Ronald Hutton, người gọi ông là "ông vua tệ nhất kể từ thời Trung Cổ".
Đại giám mục William Laud, người bị Nghị viện chặt đầu trong giai đoạn chiến tranh, miêu tả Charles là "Một ông hoàng nhẹ nhàng và duyên dáng, không dễ gì để có được, hoặc tạo ra được, thật tuyệt." Charles tỉnh táo và tinh tế hơn phụ thân ông, nhưng ông không biết khoan nhượng đúng lúc và cố tình theo đuổi các chính sách không được lòng dân để rồi mang lại họa sát thân. Cả Charles và James đều theo đuổi quyền tối thượng của các vị vua, nhưng trong khi tham vọng của James bị kiềm chế bởi sự thỏa hiệp và đồng thuận của thần dân, Charles tin rằng ông không việc gì phải thỏa hiệp hay giải thích lý do những hành động của ông. Ông cho rằng ông chỉ phải chịu trách nhiệm với Thượng đế. "Các ông hoàng không bị ràng buộc phải nói lý do những hành động của họ," ông viết, "trừ phi trước mặt Chúa".

## Danh hiệu, tước hiệu, vinh dự và huy hiệu

### Tước hiệu và danh hiệu
- 23 tháng 12 1600 – 27 tháng 3 1625: Công tước xứ Albany, Hầu tước xứ Ormonde, Bá tước xứ Ross và Lãnh chúa Ardmannoch[322]
- 6 tháng 1 1605 – 27 tháng 3 1625: Công tước xứ York[322]
- 6 tháng 11 1612 – 27 tháng 3 1625: Công tước Cornwall và Rothesay[322]
- 4 tháng 11 1616 – 27 tháng 3 1625: Thân vương xứ Wales và Bá tước Chester[322]
- 27 tháng 3 1625 – 30 tháng 1 1649: Đức Vua Bệ hạ

Danh hiệu đầy đủ của Charles I khi làm vua là "Charles, bởi Ân điển của chúa, Vua của Anh, Scotland, Pháp và Ireland, Người bảo vệ Đức tin, etc." Danh hiệu "Vua của Pháp" chỉ là trên danh nghĩa, được tất cả các vị vua Anh từ Edward III đến George III sử dụng, mặc dù tại nước Pháp đã có vương triều riêng cai trị. Những người xử tội ông gọi ông là "Charles Stuart, Vua của Anh".

### Vinh dự
- KB: Hiệp sĩ xứ Bath, 6 tháng 1 1605 – 27 tháng 3 1625[326]
- KG: Hiệp sĩ Garter, 24 tháng 4 năm 1611 – 27 tháng 3 năm 1625[326]

### Huy hiệu
| Huy hiệu Công tước York từ 1611 đến 1612 | Huy hiệu người thừa kế và Thân vương xứ Wales dùng từ 1612 đến 1625 | Huy hiệu của Charles I đã dùng (ngoài Scotland) từ 1625 đến 1649 | Huy hiệu của Charles I dùng ở Scotland từ 1625 đến 1649 |

## Con cái

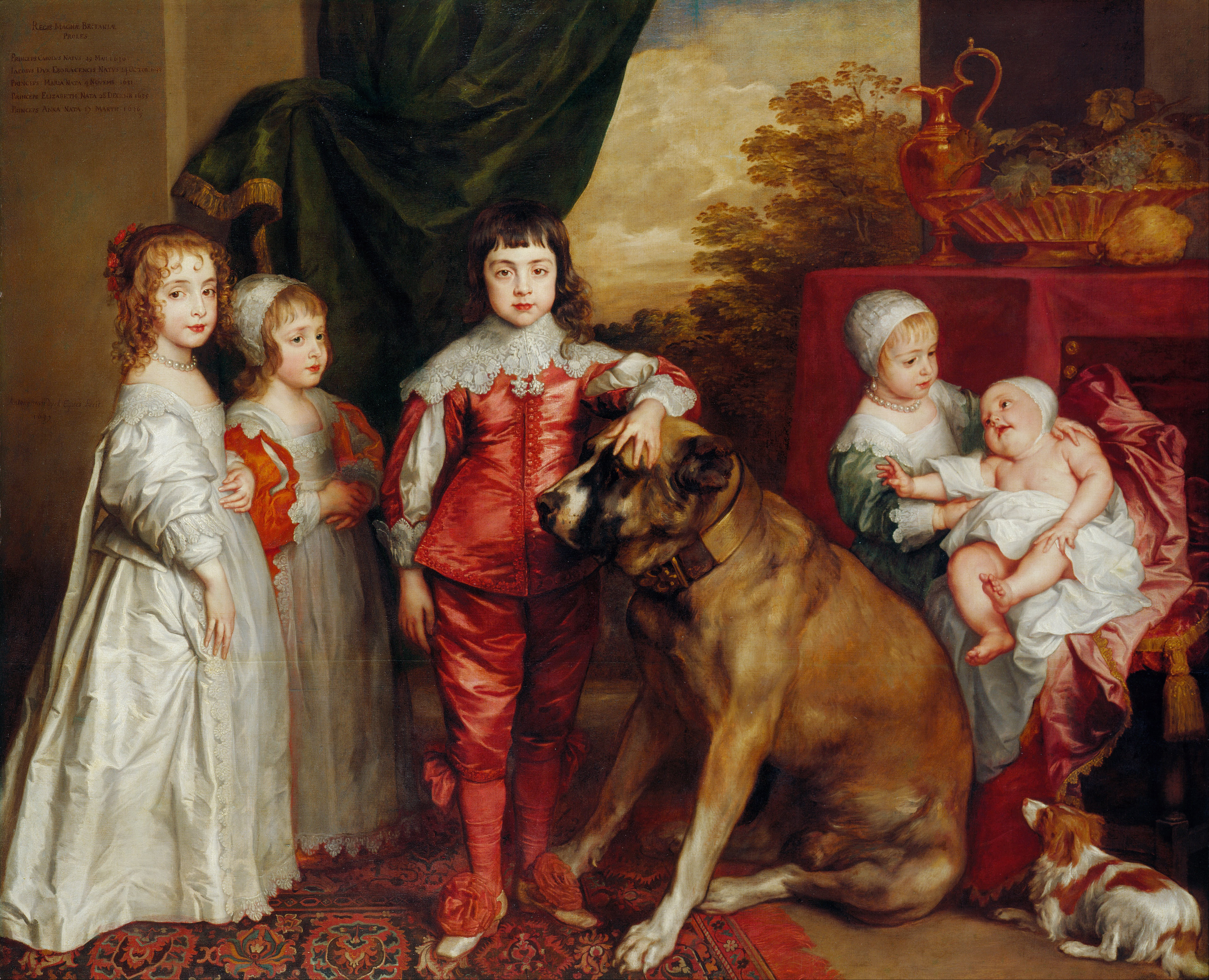
Năm người con lớn của Charles I, 1637. Từ trái sang phải: Mary, James, Charles, Elizabeth và Anne.

Charles có chín người con, 2 trong số đó trở thành vua, và hai người chết không lâu sau khi chào đời.
| Tên                                           | Sinh                 | Mất                  | Ghi chú |
| --------------------------------------------- | -------------------- | -------------------- | --- |
| Charles James, Công tước Cornwall và Rothesay | 13 tháng 5 năm 1629  | 13 tháng 5 năm 1629  | Sinh và mất cùng một ngày. Được an táng với vinh dự "Charles, Thân vương xứ Wales".                                                                                   |
| Charles II                                    | 29 tháng 5 năm 1630  | 6 tháng 2 năm 1685   | Kết hôn với Catarina Henriqueta của Bồ Đào Nha (1638–1705) năm 1662. Không có con hợp pháp còn sống sót.                                                              |
| Mary Henrietta, Vương nữ Vương thất           | 4 tháng 11 năm 1631  | 24 tháng 12 năm 1660 | Kết hôn với William II, Vương công xứ Orange (1626–1650) năm 1641. Bà có duy nhất một con: Vua William III.                                                           |
| James II & VII                                | 14 tháng 10 năm 1633 | 6 tháng 9 năm 1701   | Kết hôn lần 1 với Anne Hyde (1637–1671) năm 1659. Có con bao gồm Nữ vương Mary II và Nữ vương Anne I; Kết hôn lần 2 với Maria xứ Modena (1658–1718) năm 1673. Có con. |
| Công chúa Elizabeth                           | 29 tháng 12 năm 1635 | 8 tháng 9 năm 1650   | Không có con. |
| Công chúa Anne                                | 17 tháng 3 năm 1637  | 5 tháng 11 năm 1640  | Chết trẻ. |
| Công chúa Catherine                           | 29 tháng 6 năm 1639  | 29 tháng 6 năm 1639  | Sinh và mất cùng một ngày. |
| Henry, Công tước Gloucester                   | 8 tháng 7 năm 1640   | 13 tháng 9 năm 1660  | Không có con. |
| Công chúa Henrietta                           | 16 tháng 6 năm 1644  | 30 tháng 6 năm 1670  | Kết hôn với Philippe, Công tước Orléans (1640–1701) năm 1661. Có con                                                                                                  |

## Tổ tiên
| \| \| \| \| \| \| \| \| \| \| \| \| \| \| \| \| \| 8. Matthew Stewart, Bá tước Lennox[329] \| \| \| \| \| \| \| \| \| \| \| \| \| \| \| \| \| \| \| \| \| \| \| \| \| \| \| \| \| \| \| \| \| \| \| \| \| \| \| \| \| \| \| \| \| 4. Henry Stuart, Lãnh chúa Darnley \| \| \| \| \| \| \| \| \| \| \| \| \| \| \| \| \| \| \| \| \| \| \| \| \| \| \| \| \| \| \| \| \| \| \| \| \| \| \| \| \| \| \| \| \| 9. Margaret Douglas[329][i] \| \| \| \| \| \| \| \| \| \| \| \| \| \| \| \| \| \| \| \| \| \| \| \| \| \| \| \| \| \| \| \| \| \| \| \| \| \| \| \| \| \| \| \| \| 2. James I của Anh (VI của Scotland) \| \| \| \| \| \| \| \| \| \| \| \| \| \| \| \| \| \| \| \| \| \| \| \| \| \| \| \| \| \| \| \| \| \| \| \| \| \| \| \| \| \| \| \| \| 10. James V của Scotland[329][i] \| \| \| \| \| \| \| \| \| \| \| \| \| \| \| \| \| \| \| \| \| \| \| \| \| \| \| \| \| \| \| \| \| \| \| \| \| \| \| \| \| \| \| \| \| 5. Mary I của Scotland \| \| \| \| \| \| \| \| \| \| \| \| \| \| \| \| \| \| \| \| \| \| \| \| \| \| \| \| \| \| \| \| \| \| \| \| \| \| \| \| \| \| \| \| \| 11. Mary xứ Guise[329] \| \| \| \| \| \| \| \| \| \| \| \| \| \| \| \| \| \| \| \| \| \| \| \| \| \| \| \| \| \| \| \| \| \| \| \| \| \| \| \| \| \| \| \| \| 1. Charles I of England \| \| \| \| \| \| \| \| \| \| \| \| \| \| \| \| \| \| \| \| \| \| \| \| \| \| \| \| \| \| \| \| \| \| \| \| \| \| \| \| \| \| \| \| \| 12. Christian III của Đan Mạch[329][j] \| \| \| \| \| \| \| \| \| \| \| \| \| \| \| \| \| \| \| \| \| \| \| \| \| \| \| \| \| \| \| \| \| \| \| \| \| \| \| \| \| \| \| \| \| 6. Frederick II của Đan Mạch \| \| \| \| \| \| \| \| \| \| \| \| \| \| \| \| \| \| \| \| \| \| \| \| \| \| \| \| \| \| \| \| \| \| \| \| \| \| \| \| \| \| \| \| \| 13. Dorothea xứ Saxe-Lauenburg[329] \| \| \| \| \| \| \| \| \| \| \| \| \| \| \| \| \| \| \| \| \| \| \| \| \| \| \| \| \| \| \| \| \| \| \| \| \| \| \| \| \| \| \| \| \| 3. Anne của Đan Mạch \| \| \| \| \| \| \| \| \| \| \| \| \| \| \| \| \| \| \| \| \| \| \| \| \| \| \| \| \| \| \| \| \| \| \| \| \| \| \| \| \| \| \| \| \| 14. Ulrich III, Công tước Mecklenburg[329] \| \| \| \| \| \| \| \| \| \| \| \| \| \| \| \| \| \| \| \| \| \| \| \| \| \| \| \| \| \| \| \| \| \| \| \| \| \| \| \| \| \| \| \| \| 7. Sophia xứ Mecklenburg \| \| \| \| \| \| \| \| \| \| \| \| \| \| \| \| \| \| \| \| \| \| \| \| \| \| \| \| \| \| \| \| \| \| \| \| \| \| \| \| \| \| \| \| \| 15. Elizabeth của Đan Mạch[329][j] \| \| \| \| \| \| \| \| \| \| \| \| \| \| \| \| \| \| \| \| \| \| \| \| \| \| \| \| \| \| \| \| \| \| \| \| \| \| \| \| \| \| \| |                                       |  |  |  |  |  |  |  |  |  |  |  |  |
| |                                       |  |  |  |  |  |  |  |  |  |  |  |  |
| | 8. Matthew Stewart, Bá tước Lennox    |  |  |  |  |  |  |  |  |  |  |  |  |
| |                                       |  |  |  |  |  |  |  |  |  |  |  |  |
| |                                       |  |  |  |  |  |  |  |  |  |  |  |  |
| | 4. Henry Stuart, Lãnh chúa Darnley    |  |  |  |  |  |  |  |  |  |  |  |  |
| |                                       |  |  |  |  |  |  |  |  |  |  |  |  |
| |                                       |  |  |  |  |  |  |  |  |  |  |  |  |
| | 9. Margaret Douglas                   |  |  |  |  |  |  |  |  |  |  |  |  |
| |                                       |  |  |  |  |  |  |  |  |  |  |  |  |
| |                                       |  |  |  |  |  |  |  |  |  |  |  |  |
| | 2. James I của Anh (VI của Scotland)  |  |  |  |  |  |  |  |  |  |  |  |  |
| |                                       |  |  |  |  |  |  |  |  |  |  |  |  |
| |                                       |  |  |  |  |  |  |  |  |  |  |  |  |
| | 10. James V của Scotland              |  |  |  |  |  |  |  |  |  |  |  |  |
| |                                       |  |  |  |  |  |  |  |  |  |  |  |  |
| |                                       |  |  |  |  |  |  |  |  |  |  |  |  |
| | 5. Mary I của Scotland                |  |  |  |  |  |  |  |  |  |  |  |  |
| |                                       |  |  |  |  |  |  |  |  |  |  |  |  |
| |                                       |  |  |  |  |  |  |  |  |  |  |  |  |
| | 11. Mary xứ Guise                     |  |  |  |  |  |  |  |  |  |  |  |  |
| |                                       |  |  |  |  |  |  |  |  |  |  |  |  |
| |                                       |  |  |  |  |  |  |  |  |  |  |  |  |
| | 1. Charles I of England               |  |  |  |  |  |  |  |  |  |  |  |  |
| |                                       |  |  |  |  |  |  |  |  |  |  |  |  |
| |                                       |  |  |  |  |  |  |  |  |  |  |  |  |
| | 12. Christian III của Đan Mạch        |  |  |  |  |  |  |  |  |  |  |  |  |
| |                                       |  |  |  |  |  |  |  |  |  |  |  |  |
| |                                       |  |  |  |  |  |  |  |  |  |  |  |  |
| | 6. Frederick II của Đan Mạch          |  |  |  |  |  |  |  |  |  |  |  |  |
| |                                       |  |  |  |  |  |  |  |  |  |  |  |  |
| |                                       |  |  |  |  |  |  |  |  |  |  |  |  |
| | 13. Dorothea xứ Saxe-Lauenburg        |  |  |  |  |  |  |  |  |  |  |  |  |
| |                                       |  |  |  |  |  |  |  |  |  |  |  |  |
| |                                       |  |  |  |  |  |  |  |  |  |  |  |  |
| | 3. Anne của Đan Mạch                  |  |  |  |  |  |  |  |  |  |  |  |  |
| |                                       |  |  |  |  |  |  |  |  |  |  |  |  |
| |                                       |  |  |  |  |  |  |  |  |  |  |  |  |
| | 14. Ulrich III, Công tước Mecklenburg |  |  |  |  |  |  |  |  |  |  |  |  |
| |                                       |  |  |  |  |  |  |  |  |  |  |  |  |
| |                                       |  |  |  |  |  |  |  |  |  |  |  |  |
| | 7. Sophia xứ Mecklenburg              |  |  |  |  |  |  |  |  |  |  |  |  |
| |                                       |  |  |  |  |  |  |  |  |  |  |  |  |
| |                                       |  |  |  |  |  |  |  |  |  |  |  |  |
| | 15. Elizabeth của Đan Mạch            |  |  |  |  |  |  |  |  |  |  |  |  |
| |                                       |  |  |  |  |  |  |  |  |  |  |  |  |
| |                                       |  |  |  |  |  |  |  |  |  |  |  |  |

## Danh sách nguồn
- Adamson, John (2007), The Noble Revolt, London: Weidenfeld & Nicolson, ISBN 978-0-297-84262-0
- Ashmole, Elias (1715), The History of the Most Noble Order of the Garter, London: Bell, Taylor, Baker, and Collins
- Carlton, Charles (1995), Charles I: The Personal Monarch , London: Routledge, ISBN 0-415-12141-8
- Cokayne, George Edward; Gibbs, Vicary; Doubleday, Arthur (1913), The Complete Peerage, quyển III, London: St Catherine Press
- Coward, Barry (2003), The Stuart Age , London: Longman, ISBN 978-0-582-77251-9
- Cust, Richard (2005), Charles I: A Political Life, Harlow: Pearson Education, ISBN 0-582-07034-1
- Donaghan, Barbara (1995), "Halcyon Days and the Literature of the War: England's Military Education before 1642", Past and Present, 147: 65–100, doi:10.1093/past/147.1.65, JSTOR 651040
- Edwards, Graham (1999), The Last Days of Charles I, Stroud: Sutton Publishing, ISBN 0-7509-2079-3
- Gardiner, Samuel Rawson (1906), The Constitutional Documents of the Puritan Revolution 1625–1660 , Oxford: Clarendon Press
- Gillespie, Raymond (2006), Seventeenth Century Ireland , Dublin: Gill & McMillon, ISBN 978-0-7171-3946-0
- Gregg, Pauline (1981), King Charles I, London: Dent, ISBN 0-460-04437-0
- Hibbert, Christopher (1968), Charles I, London: Weidenfeld & Nicolson
- Higgins, Charlotte (ngày 24 tháng 11 năm 2009), "Delaroche masterpiece feared lost in war to go on show at National Gallery", The Guardian, truy cập ngày 22 tháng 10 năm 2013
- Holmes, Clive (2006), Why was Charles I Executed?, London & New York: Hambledon Continuum, ISBN 1-85285-282-8
- Howat, G. M. D. (1974), Stuart and Cromwellian Foreign Policy, London: Adam & Charles Black, ISBN 0-7136-1450-1
- Johnston, G. Harvey (1906), The Heraldry of the Stewarts, Edinburgh & London: W. & A. K. Johnston
- Kenyon, J. P. (1978), Stuart England, London: Penguin Books, ISBN 0-7139-1087-9
- Kishlansky, Mark A.; Morrill, John (tháng 10 năm 2008) [2004], "Charles I (1600–1649)", Oxford Dictionary of National Biography , Oxford University Press, doi:10.1093/ref:odnb/5143 (yêu cầu Đăng ký hoặc có quyền thành viên của thư viện công cộng Anh.)
- Loades, D. M. (1974), Politics and the Nation, London: Fontana, ISBN 0-00-633339-7
- Louda, Jiří; Maclagan, Michael (1999) [1981], Lines of Succession: Heraldry of the Royal Families of Europe (ấn bản thứ 2), London: Little, Brown, ISBN 978-0-316-84820-6
- Quintrell, Brian (1993), Charles I: 1625–1640, Harlow: Pearson Education, ISBN 0-582-00354-7
- Robertson, Geoffrey (2002), Crimes Against Humanity: The Struggle for Global Justice , Harmondsworth: Penguin Books, ISBN 978-0-14-101014-4
- Robertson, Geoffrey (2005), The Tyrannicide Brief, London: Chatto & Windus, ISBN 0-7011-7602-4
- Russell, Conrad (1990), The Causes of the English Civil War, Oxford: Clarendon Press, ISBN 978-0-19-822141-8
- Russell, Conrad (1991), The Fall of the British Monarchies 1637–1642, Oxford: Clarendon Press, ISBN 0-19-820588-0
- Schama, Simon (2001), A History of Britain: The British Wars 1603–1776, London: BBC Worldwide, ISBN 0-563-53747-7
- Scott, William Robert (1912), The Constitution and Finance of English, Scottish, and Irish Joint-Stock Companies to 1720, Cambridge: Cambridge University Press
- Sharpe, Kevin (1992), The Personal Rule of Charles I, New Haven & London: Yale University Press, ISBN 0-300-05688-5
- Smith, David L. (1999), The Stuart Parliaments 1603–1689, London: Arnold, ISBN 0-340-62502-3
- Starkey, David (2006), Monarchy, London: HarperPress, ISBN 978-0-00-724750-9
- Stevenson, David (1973), The Scottish Revolution 1637–1644, Newton Abbot: David & Charles, ISBN 0-7153-6302-6
- Trevelyan, G. M. (1922), England under the Stuarts , London: Putnam
- Wallis, John Eyre Winstanley (1921), English Regnal Years and Titles: Hand-lists, Easter dates, etc, London: Society for the Promotion of Christian Knowledge
- Weir, Alison (1996), Britain's Royal Families: A Complete Genealogy , London: Pimlico, ISBN 978-0-7126-7448-5